# PlusLiga (2019/2020)
PlusLiga 2019/2020 − 84. sezon mistrzostw Polski (20. sezon jako ligi profesjonalnej) organizowany przez Polską Ligę Siatkówki SA pod egidą PZPS. Zainaugurowany został 26 października 2019 roku.
Rozgrywki miały obejmować fazę zasadniczą, w której uczestniczyło 14 zespołów oraz fazę play-off składającą się z meczów o 11. miejsce, meczów o 9. miejsce, ćwierćfinałów, półfinałów, meczów o 3. miejsce i finałów.
12 marca 2020 roku ze względu na szerzenie się zakażeń wirusem SARS-CoV-2 w Polsce Polska Liga Siatkówki SA wstrzymała do odwołania rozgrywki PlusLigi.
25 marca 2020 roku Zarząd PLS SA zdecydował o zakończeniu sezonu PlusLigi bez przyznania tytułu mistrza Polski. Zgodnie z tą decyzją klasyfikacja końcowa ustalona została na podstawie tabeli fazy zasadniczej z dnia 12 marca 2020 roku. Ostatnia w tabeli rozgrywek drużyna PlusLigi – BKS Visła Bydgoszcz – spadła do Krispol 1. Ligi.
W sezonie 2019/2020 w Lidze Mistrzów Polskę reprezentowały Grupa Azoty ZAKSA Kędzierzyn-Koźle, Verva Warszawa Orlen Paliwa oraz Jastrzębski Węgiel, natomiast w Pucharze Challenge – Aluron Virtu CMC Zawiercie.

## System rozgrywek

### Faza zasadnicza
W fazie zasadniczej 14 drużyn rozgrywa ze sobą spotkania systemem „każdy z każdym – mecz i rewanż”. Do fazy play-off awans uzyskuje 8 najlepszych drużyn. Drużyna, która zajęła 14. miejsce po zakończeniu fazy zasadniczej, opuszcza PlusLigę i od sezonu 2020/2021 będzie miała prawo uczestniczyć w rozgrywkach 1. ligi.

### Faza play-off
Mecze o miejsca 1-8

Ćwierćfinały

O mistrzowski tytuł grają drużyny, które po zakończeniu fazy zasadniczej zajęły w tabeli miejsca od 1 do 8. Ćwierćfinałowe pary tworzone są według klucza: 1-8; 2-7; 3-6; 4-5. Rywalizacja toczy się do dwóch wygranych meczów ze zmianą gospodarza po każdym meczu. Gospodarzami pierwszych spotkań są zespoły, które po fazie zasadniczej zajęły wyższe miejsce w tabeli.
Mecze o miejsca 5-8

Przegrani par ćwierćfinałowych tworzą pary meczowe i grają o miejsca 5-6 i 7-8. Drużyny wyżej sklasyfikowane po zakończeniu fazy zasadniczej rywalizują o miejsca 5-6, natomiast drużyny niżej sklasyfikowane po zakończeniu fazy zasadniczej grają o miejsca 7-8. Drużyny rozgrywają dwumecz. Gospodarzami pierwszych spotkań są zespoły, które po fazie zasadniczej zajęły niższe miejsce w tabeli. Jeżeli po zakończeniu drugiego spotkania stan rywalizacji w meczach wynosi 1:1, to o wygraniu rywalizacji decyduje tzw. złoty set grany do 15 punktów z dwoma punktami przewagi jednej z drużyn.
Półfinały

W półfinałach grają zwycięzcy z poszczególnych par ćwierćfinałowych. Pierwszą parę półfinałową tworzą zwycięzca rywalizacji 1-8 ze zwycięzcą rywalizacji 4-5, drugą natomiast – zwycięzca rywalizacji 2-7 ze zwycięzcą rywalizacji 3-6. Drużyny grają do dwóch wygranych meczów ze zmianą gospodarza po każdym meczu. Gospodarzami pierwszych spotkań są zespoły, które po fazie zasadniczej zajęły wyższe miejsce w tabeli.
Mecze o 3. miejsce

O brązowy medal grają przegrani w parach półfinałowych. Rywalizacja toczy się do trzech wygranych meczów ze zmianą gospodarza po każdym meczu. Gospodarzem pierwszego spotkania jest zespół, który po fazie zasadniczej zajął wyższe miejsce w tabeli.
Finały

O tytuł mistrzowski grają zwycięzcy w parach półfinałowych. Rywalizacja toczy się do trzech wygranych meczów ze zmianą gospodarza po każdym meczu. Gospodarzem pierwszego spotkania jest zespół, który po fazie zasadniczej zajął wyższe miejsce w tabeli.
Mecze o miejsca 9-12

Drużyny z miejsc 9-10 i 11-12 tworzą pary meczowe, rywalizując o miejsca w klasyfikacji końcowej sezonu w formie dwumeczów. Gospodarzami pierwszych spotkań są zespoły, które po fazie zasadniczej zajęły niższe miejsce w tabeli. Jeżeli po zakończeniu drugiego spotkania stan rywalizacji w meczach wynosi 1:1, to o wygraniu rywalizacji decyduje wygranie tzw. złotego seta do 15 punktów z dwoma punktami przewagi jednej z drużyn.

## Drużyny uczestniczące
| | PlusLiga 2019/2020                 |    |    |
| --- | ---------------------------------- | -- | -- |
| KED | Grupa Azoty ZAKSA Kędzierzyn-Koźle | 1  | LM |
| WAR | Verva Warszawa Orlen Paliwa        | 2  | LM |
| JAS | Jastrzębski Węgiel                 | 3  | LM |
| ZAW | Aluron Virtu CMC Zawiercie         | 4  | Ch |
| RAD | Cerrad Enea Czarni Radom           | 5  |    |
| BEŁ | PGE Skra Bełchatów                 | 6  |    |
| RZE | Asseco Resovia Rzeszów             | 7  |    |
| KAT | GKS Katowice                       | 8  |    |
| GDA | Trefl Gdańsk                       | 9  |    |
| OLS | Indykpol AZS Olsztyn               | 10 |    |
| LUB | Cuprum Lubin                       | 11 |    |
| BYD | BKS Visła Bydgoszcz                | 12 |    |
| BĘD | MKS Będzin                         | 13 |    |
| | Awans z I ligi                     |    |    |
| SUW | Ślepsk Malow Suwałki               | 1  |    |
| Oznaczenia: - kolumna pierwsza – skróty nazw drużyn wpisane na mapie (jeśli ta została zamieszczona), - kolumna trzecia – miejsce zajęte przez daną drużynę w poprzednim sezonie. |                                    |    |    |

Uwaga: Klub Verva Warszawa Orlen Paliwa do 19 listopada 2019 roku występował pod nazwą Projekt Warszawa.

## Hale sportowe
| Klub                               | Hala sportowa                   | Miejscowość      | Liczba miejsc siedzących |
| ---------------------------------- | ------------------------------- | ---------------- | ------------------------ |
| Aluron Virtu CMC Zawiercie         | Hala OSiR II                    | Zawiercie        | 1500                     |
| Asseco Resovia Rzeszów             | Hala Podpromie                  | Rzeszów          | 4304                     |
| BKS Visła Bydgoszcz                | Hala Łuczniczka                 | Bydgoszcz        | 6082                     |
| Cerrad Enea Czarni Radom           | Hala MOSiR                      | Radom            | 1600                     |
| Cuprum Lubin                       | Hala widowiskowo-sportowa RCS   | Lubin            | 3714                     |
| GKS Katowice                       | Ośrodek Sportowy „Szopienice”   | Katowice         | 1534                     |
| GKS Katowice                       | Spodek                          | Katowice         | 11036                    |
| Grupa Azoty ZAKSA Kędzierzyn-Koźle | Hala Azoty                      | Kędzierzyn-Koźle | 3375                     |
| Indykpol AZS Olsztyn               | Hala Urania                     | Olsztyn          | 2400                     |
| Jastrzębski Węgiel                 | Hala widowiskowo-sportowa       | Jastrzębie-Zdrój | 3112                     |
| MKS Będzin                         | Hala widowiskowo-sportowa MOSiR | Sosnowiec        | 1400                     |
| PGE Skra Bełchatów                 | Hala Energia                    | Bełchatów        | 2700                     |
| Ślepsk Malow Suwałki               | Suwałki Arena                   | Suwałki          | 2165                     |
| Trefl Gdańsk                       | Ergo Arena                      | Gdańsk           | 11200                    |
| Verva Warszawa Orlen Paliwa        | Hala Torwar                     | Warszawa         | 4824                     |
| Verva Warszawa Orlen Paliwa        | Arena Ursynów                   | Warszawa         | 1500                     |
| Verva Warszawa Orlen Paliwa        | Orlen Arena                     | Płock            | 5029                     |

## Sędziowie
W sezonie 2019/2020 w PlusLidze mecze prowadziło 24 sędziów.
| Marek Budzik           | 1974 | śląskie            | 9  | 7  | 16 |
| Paweł Burkiewicz       | 1974 | małopolskie        | 7  | 7  | 14 |
| Tomasz Flis            | 1975 | małopolskie        | 7  | 10 | 17 |
| Mariusz Gadzina        | 1976 | podkarpackie       | 8  | 8  | 16 |
| Sławomir Gołąbek       | 1975 | opolskie           | 7  | 7  | 14 |
| Marcin Herbik          | 1972 | mazowieckie        | 5  | 5  | 10 |
| Paweł Ignatowicz       | 1968 | dolnośląskie       | 7  | 8  | 15 |
| Tomasz Janik           | 1967 | mazowieckie        | 8  | 6  | 14 |
| Waldemar Kobienia      | 1965 | opolskie           | 6  | 8  | 14 |
| Maciej Kolendowski     | 1972 | małopolskie        | 9  | 7  | 16 |
| Piotr Król             | 1972 | śląskie            | 7  | 6  | 13 |
| Marek Lagierski        | 1971 | śląskie            | 6  | 8  | 14 |
| Jacek Litwin           | 1971 | małopolskie        | 9  | 6  | 15 |
| Maciej Maciejewski     | 1972 | zachodniopomorskie | 10 | 7  | 17 |
| Jarosław Makowski      | 1977 | zachodniopomorskie | 4  | 4  | 8  |
| Wojciech Maroszek      | 1974 | śląskie            | 6  | 7  | 13 |
| Agnieszka Michlic      | 1973 | kujawsko-pomorskie | 6  | 7  | 13 |
| Magdalena Niewiarowska | 1981 | mazowieckie        | 7  | 7  | 14 |
| Szymon Pindral         | 1973 | świętokrzyskie     | 8  | 7  | 15 |
| Bogumił Sikora         | 1964 | śląskie            | 4  | 4  | 8  |
| Piotr Skowroński       | 1973 | pomorskie          | 8  | 7  | 15 |
| Maciej Twardowski      | 1970 | mazowieckie        | 7  | 10 | 17 |
| Marcin Weiner          | 1973 | śląskie            | 6  | 6  | 12 |
| Zbigniew Wolski        | 1971 | lubuskie           | 7  | 9  | 16 |

## Trenerzy
| Klub                               | Pierwszy trener      | Narodowość | Drugi trener        | Narodowość |
| ---------------------------------- | -------------------- | ---------- | ------------------- | ---------- |
| Aluron Virtu CMC Zawiercie         | Dominik Kwapisiewicz | Polska     | —                   | —          |
| Asseco Resovia Rzeszów             | Emanuele Zanini      | Włochy     | Wojciech Serafin    | Polska     |
| BKS Visła Bydgoszcz                | Marcin Ogonowski     | Polska     | —                   | —          |
| Cerrad Enea Czarni Radom           | Robert Prygiel       | Polska     | Dmitrij Skoryj      | Rosja      |
| Cuprum Lubin                       | Marcelo Fronckowiak  | Brazylia   | Rainer Vassiljev    | Estonia    |
| GKS Katowice                       | Dariusz Daszkiewicz  | Polska     | Grzegorz Słaby      | Polska     |
| Grupa Azoty ZAKSA Kędzierzyn-Koźle | Nikola Grbić         | Serbia     | Michał Chadała      | Polska     |
| Indykpol AZS Olsztyn               | Daniel Castellani    | Argentyna  | Marcin Mierzejewski | Polska     |
| Jastrzębski Węgiel                 | Slobodan Kovač       | Serbia     | Leszek Dejewski     | Polska     |
| MKS Będzin                         | Jakub Bednaruk       | Polska     | Emil Siewiorek      | Polska     |
| PGE Skra Bełchatów                 | Michał Mieszko Gogol | Polska     | Radosław Kolanek    | Polska     |
| Ślepsk Malow Suwałki               | Andrzej Kowal        | Polska     | Mateusz Mielnik     | Polska     |
| Trefl Gdańsk                       | Michał Winiarski     | Polska     | Roberto Rotari      | Włochy     |
| Verva Warszawa Orlen Paliwa        | Andrea Anastasi      | Włochy     | Karol Rędzioch      | Polska     |

### Zmiany trenerów
| Klub                               | Były trener                | Narodowość | Data odejścia | Powód                                                                             | Nowy trener                | Narodowość | Data przyjścia |               |
| ---------------------------------- | -------------------------- | ---------- | ------------- | --------------------------------------------------------------------------------- | -------------------------- | ---------- | -------------- | ------------- |
| Przed sezonem                      |                            |            |               |                                                                                   |                            |            |                |               |
| Asseco Resovia Rzeszów             | Gheorghe Crețu             | Rumunia    | 06.05.2019    | koniec kontraktu                                                                  | Piotr Gruszka              | Polska     | 09.05.2019     | [ 5 ] [ 6 ]   |
| BKS Visła Bydgoszcz                | Jakub Bednaruk             | Polska     | 05.04.2019    | koniec kontraktu                                                                  | Przemysław Michalczyk      | Polska     | 08.05.2019     | [ 7 ]         |
| GKS Katowice                       | Piotr Gruszka              | Polska     | 06.04.2019    | koniec kontraktu                                                                  | Dariusz Daszkiewicz        | Polska     | 15.04.2019     | [ 8 ] [ 9 ]   |
| Grupa Azoty ZAKSA Kędzierzyn-Koźle | Andrea Gardini             | Włochy     | 12.05.2019    | koniec kontraktu                                                                  | Nikola Grbić               | Serbia     | 20.05.2019     | [ 10 ] [ 11 ] |
| MKS Będzin                         | Emil Siewiorek             | Polska     | — (II trener) | koniec kontraktu                                                                  | Jakub Bednaruk             | Polska     | 09.04.2019     | [ 12 ]        |
| PGE Skra Bełchatów                 | Roberto Piazza             | Włochy     | 10.06.2019    | koniec kontraktu                                                                  | Michał Mieszko Gogol       | Polska     | 25.06.2019     | [ 13 ] [ 14 ] |
| Ślepsk Malow Suwałki               | Mateusz Mielnik            | Polska     | — (II trener) | koniec kontraktu                                                                  | Andrzej Kowal              | Polska     | 07.05.2019     | [ 15 ] [ 16 ] |
| Trefl Gdańsk                       | Andrea Anastasi            | Włochy     | 08.04.2019    | koniec kontraktu                                                                  | Michał Winiarski           | Polska     | 06.06.2019     | [ 17 ] [ 18 ] |
| Verva Warszawa Orlen Paliwa        | Stéphane Antiga            | Francja    | 31.05.2019    | koniec kontraktu                                                                  | Andrea Anastasi            | Włochy     | 06.06.2019     | [ 19 ] [ 20 ] |
| W trakcie sezonu                   |                            |            |               |                                                                                   |                            |            |                |               |
| Jastrzębski Węgiel                 | Roberto Santilli           | Włochy     | 19.11.2019    | niesatysfakcjonujący poziom gry zespołu oraz brak oczekiwanych wyników sportowych | Luke Reynolds (p.o.)       | Australia  | 19.11.2019     | [ 21 ]        |
| Jastrzębski Węgiel                 | Luke Reynolds (p.o.)       | Australia  | 01.12.2019    | zakończenie okresu przejściowego                                                  | Slobodan Kovač             | Serbia     | 01.12.2019     | [ 22 ]        |
| Indykpol AZS Olsztyn               | Paolo Montagnani           | Włochy     | 23.01.2020    | rezygnacja                                                                        | Marcin Mierzejewski (p.o.) | Polska     | 23.01.2020     | [ 23 ]        |
| Indykpol AZS Olsztyn               | Marcin Mierzejewski (p.o.) | Polska     | 29.01.2020    | zakończenie okresu przejściowego                                                  | Daniel Castellani          | Argentyna  | 29.01.2020     | [ 24 ]        |
| Asseco Resovia Rzeszów             | Piotr Gruszka              | Polska     | 30.01.2020    | poziom gry i wyniki sportowe poniżej oczekiwań                                    | Wojciech Serafin (p.o.)    | Polska     | 30.01.2020     | [ 25 ]        |
| Asseco Resovia Rzeszów             | Wojciech Serafin (p.o.)    | Polska     | 11.02.2020    | zakończenie okresu przejściowego                                                  | Emanuele Zanini            | Włochy     | 11.02.2020     | [ 26 ]        |
| Aluron Virtu CMC Zawiercie         | Mark Lebedew               | Australia  | 14.02.2020    | rezygnacja ze względu na słabe wyniki sportowe                                    | Dominik Kwapisiewicz       | Polska     | 14.02.2020     | [ 27 ]        |
| BKS Visła Bydgoszcz                | Przemysław Michalczyk      | Polska     | 28.02.2020    | rezygnacja ze względu na słabe wyniki sportowe                                    | Marcin Ogonowski           | Polska     | 28.02.2020     | [ 28 ]        |

## Faza zasadnicza

### Tabela wyników
| Gospodarz \ Gość1                  | KED | WAR | JAS | ZAW | RAD | BEŁ | RZE | KAT | GDA | OLS | LUB | BYD | BĘD | SUW |
| ---------------------------------- | --- | --- | --- | --- | --- | --- | --- | --- | --- | --- | --- | --- | --- | --- |
| Grupa Azoty ZAKSA Kędzierzyn-Koźle | -   | 2:3 | 2:3 | 3:1 | 3:0 | 3:0 | 3:0 | 3:1 | 3:2 | 3:1 | 3:1 | 3:0 | 3:0 | 3:1 |
| Verva Warszawa Orlen Paliwa        | —   | -   | 3:0 | 3:0 | 3:0 | 3:1 | 3:1 | 3:2 | 3:0 | 3:1 | 3:0 | 3:0 | 3:1 | 3:1 |
| Jastrzębski Węgiel                 | 0:3 | 0:3 | -   | 3:0 | 0:3 | 3:2 | 3:0 | 3:2 | 3:1 | 0:3 | 3:0 | 3:2 | —   | 3:0 |
| Aluron Virtu CMC Zawiercie         | 0:3 | 2:3 | 3:2 | -   | 1:3 | 3:1 | 2:3 | 0:3 | 0:3 | 3:1 | 3:0 | —   | 3:1 | 3:0 |
| Cerrad Enea Czarni Radom           | 0:3 | 3:1 | 1:3 | —   | -   | 1:3 | 3:0 | 3:1 | 3:2 | 1:3 | —   | 3:2 | 3:0 | 2:3 |
| PGE Skra Bełchatów                 | 3:2 | 3:1 | 0:3 | 3:0 | 3:2 | -   | 3:0 | 3:2 | 3:0 | —   | 2:3 | 3:0 | 3:1 | 3:1 |
| Asseco Resovia Rzeszów             | 2:3 | 1:3 | 0:3 | 3:1 | 3:1 | —   | -   | 1:3 | —   | 1:3 | 0:3 | 3:0 | 2:3 | 1:3 |
| GKS Katowice                       | 0:3 | 2:3 | 3:1 | 3:1 | —   | 0:3 | 3:2 | -   | 2:3 | 3:2 | 2:3 | 3:1 | 3:1 | —   |
| Trefl Gdańsk                       | 1:3 | 3:0 | 1:3 | 3:0 | 3:1 | 1:3 | 3:0 | 2:3 | -   | 1:3 | 3:0 | 3:2 | 3:1 | 0:3 |
| Indykpol AZS Olsztyn               | 1:3 | 1:3 | —   | 1:3 | 3:2 | 0:3 | 1:3 | 3:2 | 0:3 | -   | 3:1 | 3:0 | 2:3 | 1:3 |
| Cuprum Lubin                       | 0:3 | —   | 1:3 | 2:3 | 1:3 | 0:3 | 1:3 | 3:1 | 0:3 | 0:3 | -   | 3:0 | 3:2 | 3:1 |
| BKS Visła Bydgoszcz                | —   | 0:3 | 0:3 | 1:3 | 3:2 | 0:3 | 3:2 | 2:3 | 1:3 | 2:3 | 2:3 | -   | 2:3 | 3:0 |
| MKS Będzin                         | 3:1 | 0:3 | 0:3 | 3:0 | 3:1 | 0:3 | 2:3 | 3:0 | 1:3 | 2:3 | 3:2 | 3:1 | -   | —   |
| Ślepsk Malow Suwałki               | 0:3 | 0:3 | 1:3 | 3:1 | 1:3 | 3:1 | 3:1 | 2:3 | 3:2 | 3:1 | 0:3 | 3:2 | 3:1 | -   |

Źródło: plusliga.pl (pol.)
1 Drużyna gospodarzy jest wymieniona po lewej stronie tabeli.
Kolory:
  zwycięstwo gospodarzy 3:0 lub 3:1
  zwycięstwo gospodarzy 3:2
  zwycięstwo gości 3:0 lub 3:1
  zwycięstwo gości 3:2

### Terminarz i wyniki
| Data        | Godz. | Gospodarz                          | Rezultat                                | Gość                               | Widzów | MVP                  |
| ----------- | ----- | ---------------------------------- | --------------------------------------- | ---------------------------------- | ------ | -------------------- |
| 1. KOLEJKA  |       |                                    |                                         |                                    |        |                      |
| 06.11.2019  | 17:30 | Grupa Azoty ZAKSA Kędzierzyn-Koźle | 3:1 (21:25, 25:20, 25:20, 27:25)        | Ślepsk Malow Suwałki               | 1096   | Łukasz Kaczmarek     |
| 26.10.2019  | 19:00 | Projekt Warszawa                   | 3:1 (25:20, 18:25, 25:22, 25:22)        | MKS Będzin                         | 1678   | Antoine Brizard      |
| 26.10.2019  | 20:30 | BKS Visła Bydgoszcz                | 0:3 (22:25, 17:25, 20:25)               | Jastrzębski Węgiel                 | 2000   | Julien Lyneel        |
| 26.10.2019  | 17:30 | Cuprum Lubin                       | 2:3 (25:21, 23:25, 20:25, 25:23, 13:15) | Aluron Virtu CMC Zawiercie         | 1529   | Michal Masný         |
| 26.10.2019  | 14:45 | Indykpol AZS Olsztyn               | 3:2 (22:25, 25:17, 25:15, 15:25, 15:13) | Cerrad Enea Czarni Radom           | 2292   | Jan Hadrava          |
| 27.10.2019  | 17:30 | Trefl Gdańsk                       | 1:3 (19:25, 25:22, 24:26, 17:25)        | PGE Skra Bełchatów                 | 5500   | Dušan Petković       |
| 27.10.2019  | 14:45 | GKS Katowice                       | 3:2 (20:25, 25:21, 21:25, 25:22, 15:10) | Asseco Resovia Rzeszów             | 1000   | Rafał Szymura        |
| 2. KOLEJKA  |       |                                    |                                         |                                    |        |                      |
| 30.10.2019  | 17:30 | Asseco Resovia Rzeszów             | 1:3 (25:23, 17:25, 16:25, 22:25)        | Ślepsk Malow Suwałki               | 3456   | Nicolas Szerszen     |
| 30.10.2019  | 18:00 | PGE Skra Bełchatów                 | 3:2 (19:25, 26:24, 22:25, 25:19, 16:14) | GKS Katowice                       | 1623   | Mariusz Wlazły       |
| 30.10.2019  | 18:30 | Trefl Gdańsk                       | 3:1 (25:13, 21:25, 25:19, 25:21)        | Cerrad Enea Czarni Radom           | 1950   | Bartosz Filipiak     |
| 30.10.2019  | 20:30 | Aluron Virtu CMC Zawiercie         | 3:1 (25:16, 24:26, 25:21, 25:23)        | Indykpol AZS Olsztyn               | 1500   | Alexandre Ferreira   |
| 30.10.2019  | 18:00 | Jastrzębski Węgiel                 | 3:0 (25:20, 25:23, 25:7)                | Cuprum Lubin                       | 1563   | Lukas Kampa          |
| 30.10.2019  | 18:00 | BKS Visła Bydgoszcz                | 0:3 (21:25, 23:25, 13:25)               | Projekt Warszawa                   | 960    | Igor Grobelny        |
| 30.10.2019  | 18:30 | Grupa Azoty ZAKSA Kędzierzyn-Koźle | 3:0 (27:25, 25:21, 28:26)               | MKS Będzin                         | 1540   | Benjamin Toniutti    |
| 3. KOLEJKA  |       |                                    |                                         |                                    |        |                      |
| 04.11.2019  | 17:30 | Projekt Warszawa                   | 3:1 (25:19, 26:24, 20:25, 25:23)        | Ślepsk Malow Suwałki               | 1524   | Bartosz Kwolek       |
| 03.11.2019  | 14:45 | Jastrzębski Węgiel                 | 0:3 (23:25, 21:25, 20:25)               | Grupa Azoty ZAKSA Kędzierzyn-Koźle | 3100   | Benjamin Toniutti    |
| 03.11.2019  | 17:30 | Aluron Virtu CMC Zawiercie         | 3:1 (20:25, 25:19, 25:23, 25:19)        | MKS Będzin                         | 1500   | Grzegorz Bociek      |
| 04.11.2019  | 20:30 | Cerrad Enea Czarni Radom           | 3:2 (21:25, 25:17, 23:25, 25:19, 17:15) | BKS Visła Bydgoszcz                | 1400   | Wojciech Włodarczyk  |
| 02.11.2019  | 17:30 | PGE Skra Bełchatów                 | 2:3 (14:25, 25:16, 20:25, 25:23, 12:15) | Cuprum Lubin                       | 1779   | Jakub Ziobrowski     |
| 02.11.2019  | 14:45 | Asseco Resovia Rzeszów             | 1:3 (20:25, 20:25, 25:21, 19:25)        | Indykpol AZS Olsztyn               | 3607   | Jan Hadrava          |
| 02.11.2019  | 20:30 | GKS Katowice                       | 2:3 (23:25, 25:21, 25:27, 25:15, 11:15) | Trefl Gdańsk                       | 600    | Paweł Halaba         |
| 4. KOLEJKA  |       |                                    |                                         |                                    |        |                      |
| 17.12.2019  | 17:30 | Ślepsk Malow Suwałki               | 3:2 (18:25, 22:25, 25:16, 25:21, 16:14) | Trefl Gdańsk                       | 2035   | Nicolas Szerszen     |
| 08.11.2019  | 20:30 | Indykpol AZS Olsztyn               | 3:2 (25:20, 25:22, 18:25, 20:25, 15:9)  | GKS Katowice                       | 2186   | Robbert Andringa     |
| 09.11.2019  | 20:30 | Cuprum Lubin                       | 1:3 (25:19, 18:25, 15:25, 21:25)        | Asseco Resovia Rzeszów             | 1871   | Zbigniew Bartman     |
| 10.11.2019  | 20:00 | BKS Visła Bydgoszcz                | 0:3 (19:25, 15:25, 27:29)               | PGE Skra Bełchatów                 | 2575   | Mariusz Wlazły       |
| 10.11.2019  | 14:45 | Cerrad Enea Czarni Radom           | 3:0 (25:22, 25:21, 25:22)               | MKS Będzin                         | 1500   | Karol Butryn         |
| 09.11.2019  | 14:45 | Grupa Azoty ZAKSA Kędzierzyn-Koźle | 3:1 (23:25, 25:22, 27:25, 25:23)        | Aluron Virtu CMC Zawiercie         | 1795   | Aleksander Śliwka    |
| 09.11.2019  | 17:30 | Jastrzębski Węgiel                 | 0:3 (21:25, 15:25, 20:25)               | Projekt Warszawa                   | 2674   | Bartosz Kwolek       |
| 5. KOLEJKA  |       |                                    |                                         |                                    |        |                      |
| 15.11.2019  | 20:30 | Jastrzębski Węgiel                 | 3:0 (25:21, 25:22, 25:22)               | Ślepsk Malow Suwałki               | 1183   | Jurij Hładyr         |
| 16.11.2019  | 14:45 | Aluron Virtu CMC Zawiercie         | 2:3 (20:25, 25:19, 20:25, 25:15, 16:18) | Projekt Warszawa                   | 1500   | Piotr Nowakowski     |
| 17.11.2019  | 17:30 | Cerrad Enea Czarni Radom           | 0:3 (24:26, 25:27, 22:25)               | Grupa Azoty ZAKSA Kędzierzyn-Koźle | 1500   | Benjamin Toniutti    |
| 16.11.2019  | 20:30 | PGE Skra Bełchatów                 | 3:1 (25:21, 25:21, 23:25, 25:23)        | MKS Będzin                         | 1562   | Grzegorz Łomacz      |
| 06.11.2019  | 20:30 | Asseco Resovia Rzeszów             | 3:0 (25:21, 25:18, 25:22)               | BKS Visła Bydgoszcz                | 3107   | Nicholas Hoag        |
| 16.11.2019  | 17:30 | GKS Katowice                       | 2:3 (25:20, 22:25, 21:25, 25:23, 10:15) | Cuprum Lubin                       | 500    | Miguel Tavares       |
| 17.11.2019  | 14:45 | Trefl Gdańsk                       | 1:3 (27:29, 26:24, 26:28, 17:25)        | Indykpol AZS Olsztyn               | 4100   | Paweł Woicki         |
| 6. KOLEJKA  |       |                                    |                                         |                                    |        |                      |
| 23.11.2019  | 14:45 | Ślepsk Malow Suwałki               | 3:1 (25:20, 25:19, 23:25, 27:25)        | Indykpol AZS Olsztyn               | 2241   | Andreas Takvam       |
| 24.11.2019  | 17:30 | Cuprum Lubin                       | 0:3 (27:29, 19:25, 19:25)               | Trefl Gdańsk                       | 1352   | Bartosz Filipiak     |
| 23.11.2019  | 17:30 | BKS Visła Bydgoszcz                | 2:3 (25:22, 25:18, 22:25, 18:25, 12:15) | GKS Katowice                       | 915    | Jakub Jarosz         |
| 11.12.2019  | 20:30 | MKS Będzin                         | 2:3 (25:17, 17:25, 19:25, 25:20, 13:15) | Asseco Resovia Rzeszów             | 1100   | Kawika Shoji         |
| 24.11.2019  | 14:45 | Grupa Azoty ZAKSA Kędzierzyn-Koźle | 3:0 (25:22, 25:22, 25:18)               | PGE Skra Bełchatów                 | 2960   | Kamil Semeniuk       |
| 24.11.2019  | 20:30 | Verva Warszawa Orlen Paliwa        | 3:0 (25:22, 25:20, 25:22)               | Cerrad Enea Czarni Radom           | 1725   | Damian Wojtaszek     |
| 22.11.2019  | 20:30 | Jastrzębski Węgiel                 | 3:0 (25:15, 26:24, 25:13)               | Aluron Virtu CMC Zawiercie         | 1846   | Jurij Hładyr         |
| 7. KOLEJKA  |       |                                    |                                         |                                    |        |                      |
| 26.11.2019  | 17:30 | Aluron Virtu CMC Zawiercie         | 3:0 (25:22, 25:22, 25:23)               | Ślepsk Malow Suwałki               | 1500   | Alexandre Ferreira   |
| 27.11.2019  | 18:00 | Cerrad Enea Czarni Radom           | 1:3 (19:25, 27:25, 18:25, 23:25)        | Jastrzębski Węgiel                 | 1500   | Jakub Popiwczak      |
| 27.11.2019  | 20:30 | PGE Skra Bełchatów                 | 3:1 (25:23, 21:25, 25:22, 25:20)        | Verva Warszawa Orlen Paliwa        | 2600   | Mariusz Wlazły       |
| 27.11.2019  | 17:30 | Asseco Resovia Rzeszów             | 2:3 (26:28, 23:25, 25:23, 25:23, 11:15) | Grupa Azoty ZAKSA Kędzierzyn-Koźle | 4123   | Łukasz Wiśniewski    |
| 27.11.2019  | 18:00 | GKS Katowice                       | 3:1 (25:21, 23:25, 25:22, 27:25)        | MKS Będzin                         | 550    | Jakub Jarosz         |
| 27.11.2019  | 19:00 | Trefl Gdańsk                       | 3:2 (25:20, 27:29, 25:18, 17:25, 15:13) | BKS Visła Bydgoszcz                | 1800   | Ruben Schott         |
| 27.11.2019  | 18:00 | Indykpol AZS Olsztyn               | 3:1 (29:31, 25:16, 25:20, 25:15)        | Cuprum Lubin                       | 1978   | Mateusz Poręba       |
| 8. KOLEJKA  |       |                                    |                                         |                                    |        |                      |
| 30.11.2019  | 20:30 | Ślepsk Malow Suwałki               | 0:3 (12:25, 21:25, 22:25)               | Cuprum Lubin                       | 1750   | Jakub Ziobrowski     |
| 02.12.2019  | 17:30 | BKS Visła Bydgoszcz                | 2:3 (25:22, 18:25, 20:25, 27:25, 8:15)  | Indykpol AZS Olsztyn               | 475    | Mohammad Musawi      |
| 02.12.2019  | 20:30 | MKS Będzin                         | 1:3 (28:30, 25:22, 23:25, 27:29)        | Trefl Gdańsk                       | 1000   | Bartosz Filipiak     |
| 30.11.2019  | 17:30 | Grupa Azoty ZAKSA Kędzierzyn-Koźle | 3:1 (25:22, 24:26, 25:18, 25:17)        | GKS Katowice                       | 1497   | Kamil Semeniuk       |
| 01.12.2019  | 20:00 | Verva Warszawa Orlen Paliwa        | 3:1 (20:25, 25:22, 25:15, 25:18)        | Asseco Resovia Rzeszów             | 3105   | Kévin Tillie         |
| 30.11.2019  | 14:45 | Jastrzębski Węgiel                 | 3:2 (25:22, 20:25, 17:25, 32:30, 15:13) | PGE Skra Bełchatów                 | 2753   | Dawid Konarski       |
| 01.12.2019  | 14:45 | Aluron Virtu CMC Zawiercie         | 1:3 (23:25, 19:25, 25:21, 17:25)        | Cerrad Enea Czarni Radom           | 1500   | Karol Butryn         |
| 9. KOLEJKA  |       |                                    |                                         |                                    |        |                      |
| 07.12.2019  | 20:30 | Cerrad Enea Czarni Radom           | 2:3 (18:25, 25:20, 25:23, 18:25, 7:15)  | Ślepsk Malow Suwałki               | 1500   | Bartłomiej Bołądź    |
| 08.12.2019  | 14:45 | PGE Skra Bełchatów                 | 3:0 (25:21, 25:17, 25:20)               | Aluron Virtu CMC Zawiercie         | 2700   | Grzegorz Łomacz      |
| 06.12.2019  | 20:30 | Asseco Resovia Rzeszów             | 0:3 (12:25, 20:25, 15:25)               | Jastrzębski Węgiel                 | 4012   | Tomasz Fornal        |
| 07.12.2019  | 14:45 | GKS Katowice                       | 2:3 (23:25, 25:21, 28:26, 23:25, 14:16) | Verva Warszawa Orlen Paliwa        | 650    | Piotr Nowakowski     |
| 08.12.2019  | 12:30 | Trefl Gdańsk                       | 1:3 (23:25, 25:19, 34:36, 17:25)        | Grupa Azoty ZAKSA Kędzierzyn-Koźle | 4600   | Aleksander Śliwka    |
| 07.12.2019  | 17:30 | Indykpol AZS Olsztyn               | 2:3 (25:23, 22:25, 25:15, 21:25, 13:15) | MKS Będzin                         | 2259   | Rafał Sobański       |
| 06.12.2019  | 17:30 | Cuprum Lubin                       | 3:0 (25:19, 25:16, 25:20)               | BKS Visła Bydgoszcz                | 1058   | Bartłomiej Lipiński  |
| 10. KOLEJKA |       |                                    |                                         |                                    |        |                      |
| 13.12.2019  | 20:30 | Ślepsk Malow Suwałki               | 3:2 (17:25, 25:18, 25:18, 20:25, 15:8)  | BKS Visła Bydgoszcz                | 2015   | Nicolas Szerszen     |
| 15.12.2019  | 20:30 | MKS Będzin                         | 3:2 (23:25, 25:23, 23:25, 25:19, 15:13) | Cuprum Lubin                       | 800    | Rafał Faryna         |
| 14.12.2019  | 17:30 | Grupa Azoty ZAKSA Kędzierzyn-Koźle | 3:1 (25:21, 25:14, 23:25, 25:14)        | Indykpol AZS Olsztyn               | 1200   | Kamil Semeniuk       |
| 14.12.2019  | 20:30 | Verva Warszawa Orlen Paliwa        | 3:0 (25:23, 25:23, 27:25)               | Trefl Gdańsk                       | 2056   | Piotr Nowakowski     |
| 14.12.2019  | 14:45 | Jastrzębski Węgiel                 | 3:2 (20:25, 21:25, 25:20, 25:20, 15:10) | GKS Katowice                       | 2175   | Tomasz Fornal        |
| 15.12.2019  | 14:45 | Asseco Resovia Rzeszów             | 3:1 (25:20, 20:25, 25:19, 27:25)        | Aluron Virtu CMC Zawiercie         | 3682   | Zbigniew Bartman     |
| 15.12.2019  | 17:30 | Cerrad Enea Czarni Radom           | 1:3 (19:25, 25:18, 31:33, 22:25)        | PGE Skra Bełchatów                 | 1500   | Norbert Huber        |
| 11. KOLEJKA |       |                                    |                                         |                                    |        |                      |
| 22.12.2019  | 17:30 | PGE Skra Bełchatów                 | 3:1 (26:28, 29:27, 25:23, 25:20)        | Ślepsk Malow Suwałki               | 2442   | Grzegorz Łomacz      |
| 20.12.2019  | 17:30 | Asseco Resovia Rzeszów             | 3:1 (21:25, 25:20, 25:21, 25:17)        | Cerrad Enea Czarni Radom           | 3823   | Bartłomiej Lemański  |
| 21.12.2019  | 14:00 | GKS Katowice                       | 3:1 (25:20, 25:18, 23:25, 25:18)        | Aluron Virtu CMC Zawiercie         | 1500   | Jakub Jarosz         |
| 22.12.2019  | 14:45 | Trefl Gdańsk                       | 1:3 (18:25, 14:25, 25:23, 19:25)        | Jastrzębski Węgiel                 | 3400   | Lukas Kampa          |
| 21.12.2019  | 20:30 | Indykpol AZS Olsztyn               | 1:3 (21:25, 17:25, 25:21, 21:25)        | Verva Warszawa Orlen Paliwa        | 2242   | Artur Udrys          |
| 21.12.2019  | 17:30 | Cuprum Lubin                       | 0:3 (19:25, 17:25, 21:25)               | Grupa Azoty ZAKSA Kędzierzyn-Koźle | 3440   | David Smith          |
| 20.12.2019  | 20:30 | BKS Visła Bydgoszcz                | 2:3 (26:24, 19:25, 20:25, 25:21, 13:15) | MKS Będzin                         | 500    | Rafał Faryna         |
| 12. KOLEJKA |       |                                    |                                         |                                    |        |                      |
| 26.12.2019  | 14:45 | Ślepsk Malow Suwałki               | 3:1 (25:22, 21:25, 26:24, 26:24)        | MKS Będzin                         | 2290   | Joshua Tuaniga       |
| 12.01.2020  | 20:30 | Grupa Azoty ZAKSA Kędzierzyn-Koźle | 3:0 (25:21, 25:20, 25:20)               | BKS Visła Bydgoszcz                | 811    | David Smith          |
| 23.12.2019  | 20:30 | Verva Warszawa Orlen Paliwa        | 3:0 (25:13, 25:22, 25:23)               | Cuprum Lubin                       | 1320   | Kévin Tillie         |
| 12.11.2019  | 17:30 | Jastrzębski Węgiel                 | 0:3 (21:25, 24:26, 29:31)               | Indykpol AZS Olsztyn               | 1800   | Wojciech Żaliński    |
| 04.12.2019  | 18:00 | Aluron Virtu CMC Zawiercie         | 0:3 (19:25, 24:26, 24:26)               | Trefl Gdańsk                       | 1500   | Pablo Crer           |
| 20.11.2019  | 18:00 | Cerrad Enea Czarni Radom           | 3:1 (25:22, 25:23, 22:25, 25:18)        | GKS Katowice                       | 1500   | Michał Ruciak        |
| 20.11.2019  | 17:30 | PGE Skra Bełchatów                 | 3:0 (25:19, 25:23, 25:21)               | Asseco Resovia Rzeszów             | 2623   | Milan Katić          |
| 13. KOLEJKA |       |                                    |                                         |                                    |        |                      |
| 04.01.2020  | 14:45 | Ślepsk Malow Suwałki               | 2:3 (25:21, 19:25, 20:25, 25:21, 12:15) | GKS Katowice                       | 2290   | Wiktor Musiał        |
| 13.11.2019  | 20:30 | Trefl Gdańsk                       | 3:0 (25:14, 25:22, 25:19)               | Asseco Resovia Rzeszów             | 3300   | Paweł Halaba         |
| 18.12.2019  | 20:30 | Indykpol AZS Olsztyn               | 0:3 (18:25, 22:25, 20:25)               | PGE Skra Bełchatów                 | 2399   | Grzegorz Łomacz      |
| 13.11.2019  | 17:30 | Cuprum Lubin                       | 1:3 (25:22, 28:30, 22:25, 21:25)        | Cerrad Enea Czarni Radom           | 1144   | Karol Butryn         |
| 13.11.2019  | 18:30 | BKS Visła Bydgoszcz                | 1:3 (25:23, 22:25, 19:25, 22:25)        | Aluron Virtu CMC Zawiercie         | 548    | Mateusz Malinowski   |
| 06.11.2019  | 18:00 | MKS Będzin                         | 0:3 (21:25, 19:25, 23:25)               | Jastrzębski Węgiel                 | 1250   | Dawid Konarski       |
| 20.11.2019  | 20:30 | Grupa Azoty ZAKSA Kędzierzyn-Koźle | 2:3 (25:22, 22:25, 25:20, 18:25, 11:15) | Verva Warszawa Orlen Paliwa        | 1591   | Bartosz Kwolek       |
| 14. KOLEJKA |       |                                    |                                         |                                    |        |                      |
| 05.02.2020  | 17:30 | Ślepsk Malow Suwałki               | 0:3 (31:33, 18:25, 19:25)               | Grupa Azoty ZAKSA Kędzierzyn-Koźle | 2205   | Aleksander Śliwka    |
| 05.02.2020  | 20:30 | MKS Będzin                         | 0:3 (20:25, 27:29, 15:25)               | Verva Warszawa Orlen Paliwa        | 1280   | Andrzej Wrona        |
| 19.11.2019  | 17:30 | Jastrzębski Węgiel                 | 3:2 (25:21, 25:27, 25:23, 24:26, 15:11) | BKS Visła Bydgoszcz                | 1027   | Christian Fromm      |
| 20.11.2019  | 18:00 | Aluron Virtu CMC Zawiercie         | 3:0 (25:17, 25:20, 25:19)               | Cuprum Lubin                       | 1500   | Grzegorz Bociek      |
| 11.03.2020  | 17:30 | Cerrad Enea Czarni Radom           | 1:3 (24:26, 25:20, 20:25, 23:25)        | Indykpol AZS Olsztyn               | 0      | Jan Hadrava          |
| 04.02.2020  | 20:30 | PGE Skra Bełchatów                 | 3:0 (27:25, 25:22, 25:21)               | Trefl Gdańsk                       | 1125   | Milan Katić          |
| 29.01.2020  | 20:30 | Asseco Resovia Rzeszów             | 1:3 (25:22, 20:25, 20:25, 19:25)        | GKS Katowice                       | 2733   | Wiktor Musiał        |
| 15. KOLEJKA |       |                                    |                                         |                                    |        |                      |
| 17.01.2020  | 17:30 | Ślepsk Malow Suwałki               | 3:1 (25:19, 25:21, 20:25, 25:21)        | Asseco Resovia Rzeszów             | 2295   | Bartłomiej Bołądź    |
| 19.01.2020  | 17:30 | GKS Katowice                       | 0:3 (18:25, 17:25, 17:25)               | PGE Skra Bełchatów                 | 1450   | Grzegorz Łomacz      |
| 19.01.2020  | 14:45 | Cerrad Enea Czarni Radom           | 3:2 (25:22, 21:25, 22:25, 25:21, 15:12) | Trefl Gdańsk                       | 1500   | Brenden Sander       |
| 17.01.2020  | 20:30 | Indykpol AZS Olsztyn               | 1:3 (25:23, 23:25, 21:25, 21:25)        | Aluron Virtu CMC Zawiercie         | 1927   | Grzegorz Bociek      |
| 05.02.2020  | 18:00 | Cuprum Lubin                       | 1:3 (28:26, 18:25, 17:25, 11:25)        | Jastrzębski Węgiel                 | 1879   | Lukas Kampa          |
| 18.01.2020  | 20:30 | Verva Warszawa Orlen Paliwa        | 3:0 (25:16, 25:20, 25:23)               | BKS Visła Bydgoszcz                | 2079   | Damian Wojtaszek     |
| 18.01.2020  | 17:30 | MKS Będzin                         | 3:1 (25:17, 25:23, 28:30, 25:19)        | Grupa Azoty ZAKSA Kędzierzyn-Koźle | 1340   | Grzegorz Pająk       |
| 16. KOLEJKA |       |                                    |                                         |                                    |        |                      |
| 21.01.2020  | 20:30 | Ślepsk Malow Suwałki               | 0:3 (22:25, 21:25, 23:25)               | Verva Warszawa Orlen Paliwa        | 2294   | Igor Grobelny        |
| 22.01.2020  | 20:30 | Grupa Azoty ZAKSA Kędzierzyn-Koźle | 2:3 (22:25, 25:22, 28:26, 18:25, 10:15) | Jastrzębski Węgiel                 | 1890   | Tomasz Fornal        |
| 22.01.2020  | 18:30 | MKS Będzin                         | 3:0 (25:20, 27:25, 31:29)               | Aluron Virtu CMC Zawiercie         | 1360   | Rafał Faryna         |
| 22.01.2020  | 18:00 | BKS Visła Bydgoszcz                | 3:2 (25:20, 21:25, 25:23, 22:25, 15:9)  | Cerrad Enea Czarni Radom           | 343    | Tonček Štern         |
| 22.01.2020  | 18:00 | Cuprum Lubin                       | 0:3 (22:25, 20:25, 19:25)               | PGE Skra Bełchatów                 | 1751   | Grzegorz Łomacz      |
| 22.01.2020  | 17:30 | Indykpol AZS Olsztyn               | 1:3 (16:25, 25:19, 23:25, 21:25)        | Asseco Resovia Rzeszów             | 2169   | Zbigniew Bartman     |
| 22.01.2020  | 18:30 | Trefl Gdańsk                       | 2:3 (24:26, 21:25, 25:22, 25:19, 19:21) | GKS Katowice                       | 3100   | Jan Firlej           |
| 17. KOLEJKA |       |                                    |                                         |                                    |        |                      |
| 04.03.2020  | 20:30 | Trefl Gdańsk                       | 0:3 (15:25, 20:25, 14:25)               | Ślepsk Malow Suwałki               | 1800   | Nicolas Szerszeń     |
| 25.01.2020  | 20:30 | GKS Katowice                       | 3:2 (22:25, 28:26, 25:17, 23:25, 15:12) | Indykpol AZS Olsztyn               | 450    | Rafał Szymura        |
| 26.01.2020  | 20:30 | Asseco Resovia Rzeszów             | 0:3 (20:25, 20:25, 14:25)               | Cuprum Lubin                       | 3213   | Miguel Tavares       |
| 25.01.2020  | 17:30 | PGE Skra Bełchatów                 | 3:0 (25:23, 25:16, 25:23)               | BKS Visła Bydgoszcz                | 2458   | Norbert Huber        |
| 27.01.2020  | 17:30 | MKS Będzin                         | 3:1 (26:24, 25:15, 19:25, 25:21)        | Cerrad Enea Czarni Radom           | 1120   | Rafał Faryna         |
| 25.01.2020  | 14:45 | Aluron Virtu CMC Zawiercie         | 0:3 (20:25, 20:25, 20:25)               | Grupa Azoty ZAKSA Kędzierzyn-Koźle | 1500   | Árpád Baróti         |
| 26.01.2020  | 14:45 | Verva Warszawa Orlen Paliwa        | 3:0 (25:21, 26:24, 25:22)               | Jastrzębski Węgiel                 | 3324   | Piotr Nowakowski     |
| 18. KOLEJKA |       |                                    |                                         |                                    |        |                      |
| 01.02.2020  | 17:30 | Ślepsk Malow Suwałki               | 1:3 (16:25, 25:20, 17:25, 18:25)        | Jastrzębski Węgiel                 | 2299   | Dawid Konarski       |
| 02.02.2020  | 17:30 | Verva Warszawa Orlen Paliwa        | 3:0 (25:20, 25:21, 25:19)               | Aluron Virtu CMC Zawiercie         | 2089   | Kévin Tillie         |
| 01.02.2020  | 14:45 | Grupa Azoty ZAKSA Kędzierzyn-Koźle | 3:0 (25:19, 25:21, 25:21)               | Cerrad Enea Czarni Radom           | 1220   | Árpád Baróti         |
| 31.01.2020  | 20:30 | MKS Będzin                         | 0:3 (17:25, 20:25, 18:25)               | PGE Skra Bełchatów                 | 1480   | Mariusz Wlazły       |
| 03.02.2020  | 20:30 | BKS Visła Bydgoszcz                | 3:2 (26:24, 18:25, 22:25, 25:19, 15:12) | Asseco Resovia Rzeszów             | 1410   | Michał Filip         |
| 01.02.2020  | 20:30 | Cuprum Lubin                       | 3:1 (25:23, 25:22, 16:25, 25:19)        | GKS Katowice                       | 1091   | Miguel Tavares       |
| 31.01.2020  | 17:30 | Indykpol AZS Olsztyn               | 0:3 (19:25, 18:25, 20:25)               | Trefl Gdańsk                       | 2217   | Marcin Janusz        |
| 19. KOLEJKA |       |                                    |                                         |                                    |        |                      |
| 14.02.2020  | 20:30 | Indykpol AZS Olsztyn               | 1:3 (32:34, 23:25, 25:23, 17:25)        | Ślepsk Malow Suwałki               | 2000   | Cezary Sapiński      |
| 14.02.2020  | 17:30 | Trefl Gdańsk                       | 3:0 (26:24, 25:17, 25:16)               | Cuprum Lubin                       | 9980   | Bartłomiej Mordyl    |
| 17.02.2020  | 20:30 | GKS Katowice                       | 3:1 (33:35, 25:16, 25:15, 25:18)        | BKS Visła Bydgoszcz                | 450    | Rafał Szymura        |
| 15.02.2020  | 20:30 | Asseco Resovia Rzeszów             | 2:3 (23:25, 25:18, 25:20, 20:25, 11:15) | MKS Będzin                         | 2536   | Grzegorz Pająk       |
| 16.02.2020  | 14:45 | PGE Skra Bełchatów                 | 3:2 (25:21, 25:17, 25:27, 21:25, 15:10) | Grupa Azoty ZAKSA Kędzierzyn-Koźle | 2700   | Jakub Kochanowski    |
| 15.02.2020  | 14:45 | Cerrad Enea Czarni Radom           | 3:1 (25:19, 22:25, 25:21, 25:23)        | Verva Warszawa Orlen Paliwa        | 1500   | Karol Butryn         |
| 16.02.2020  | 17:30 | Aluron Virtu CMC Zawiercie         | 3:2 (21:25, 19:25, 28:26, 25:22, 15:11) | Jastrzębski Węgiel                 | 1500   | Marcin Waliński      |
| 20. KOLEJKA |       |                                    |                                         |                                    |        |                      |
| 23.02.2020  | 14:45 | Ślepsk Malow Suwałki               | 3:1 (17:25, 25:22, 25:19, 25:22)        | Aluron Virtu CMC Zawiercie         | 2399   | Joshua Tuaniga       |
| 22.02.2020  | 20:30 | Jastrzębski Węgiel                 | 0:3 (23:25, 26:28, 19:25)               | Cerrad Enea Czarni Radom           | 2117   | Wojciech Włodarczyk  |
| 22.02.2020  | 14:45 | Verva Warszawa Orlen Paliwa        | 3:1 (25:22, 31:29, 18:25, 25:14)        | PGE Skra Bełchatów                 | 4572   | Artur Udrys          |
| 22.02.2020  | 17:30 | Grupa Azoty ZAKSA Kędzierzyn-Koźle | 3:0 (25:20, 25:22, 25:19)               | Asseco Resovia Rzeszów             | 1815   | Kamil Semeniuk       |
| 21.02.2020  | 17:30 | MKS Będzin                         | 3:0 (25:17, 25:18, 25:23)               | GKS Katowice                       | 1362   | Rafał Faryna         |
| 23.02.2020  | 20:30 | BKS Visła Bydgoszcz                | 1:3 (25:21, 19:25, 15:25, 15:25)        | Trefl Gdańsk                       | 550    | Marcin Janusz        |
| 21.02.2020  | 20:30 | Cuprum Lubin                       | 0:3 (19:25, 23:25, 23:25)               | Indykpol AZS Olsztyn               | 1074   | Paweł Woicki         |
| 21. KOLEJKA |       |                                    |                                         |                                    |        |                      |
| 12.01.2020  | 14:45 | Cuprum Lubin                       | 3:1 (25:21, 18:25, 25:22, 25:19)        | Ślepsk Malow Suwałki               | 1137   | Damian Domagała      |
| 27.02.2020  | 17:30 | Indykpol AZS Olsztyn               | 3:0 (25:13, 25:14, 25:17)               | BKS Visła Bydgoszcz                | 1900   | Mateusz Poręba       |
| 26.02.2020  | 18:30 | Trefl Gdańsk                       | 3:1 (25:19, 21:25, 25:16, 25:16)        | MKS Będzin                         | 1800   | Bartosz Filipiak     |
| 26.02.2020  | 17:30 | GKS Katowice                       | 0:3 (22:25, 20:25, 20:25)               | Grupa Azoty ZAKSA Kędzierzyn-Koźle | 1100   | Łukasz Wiśniewski    |
| 26.02.2020  | 20:30 | Asseco Resovia Rzeszów             | 1:3 (23:25, 25:21, 20:25, 18:25)        | Verva Warszawa Orlen Paliwa        | 3032   | Piotr Nowakowski     |
| 25.02.2020  | 20:30 | PGE Skra Bełchatów                 | 0:3 (22:25, 23:25, 19:25)               | Jastrzębski Węgiel                 | 2584   | Dawid Konarski       |
| —           | —     | Cerrad Enea Czarni Radom           | mecz anulowany                          | Aluron Virtu CMC Zawiercie         | —      | —                    |
| 22. KOLEJKA |       |                                    |                                         |                                    |        |                      |
| 28.02.2020  | 20:30 | Ślepsk Malow Suwałki               | 1:3 (23:25, 42:44, 25:22, 21:25)        | Cerrad Enea Czarni Radom           | 2399   | Karol Butryn         |
| 01.03.2020  | 14:45 | Aluron Virtu CMC Zawiercie         | 3:1 (25:21, 20:25, 25:20, 25:14)        | PGE Skra Bełchatów                 | 1500   | Marcin Waliński      |
| 29.02.2020  | 17:30 | Jastrzębski Węgiel                 | 3:0 (25:18, 25:20, 25:22)               | Asseco Resovia Rzeszów             | 2467   | Lukas Kampa          |
| 29.02.2020  | 20:30 | Verva Warszawa Orlen Paliwa        | 3:2 (19:25, 17:25, 25:21, 25:23, 15:13) | GKS Katowice                       | 1672   | Piotr Nowakowski     |
| 29.02.2020  | 14:45 | Grupa Azoty ZAKSA Kędzierzyn-Koźle | 3:2 (25:18, 25:15, 22:25, 22:25, 15:12) | Trefl Gdańsk                       | 1388   | Benjamin Toniutti    |
| 03.03.2020  | 20:30 | MKS Będzin                         | 2:3 (17:25, 25:21, 25:20, 21:25, 11:15) | Indykpol AZS Olsztyn               | 1028   | Mohammad Musawi      |
| 01.03.2020  | 20:30 | BKS Visła Bydgoszcz                | 2:3 (29:27, 23:25, 25:20, 20:25, 12:15) | Cuprum Lubin                       | 250    | Mateusz Sacharewicz  |
| 23. KOLEJKA |       |                                    |                                         |                                    |        |                      |
| 07.03.2020  | 17:00 | BKS Visła Bydgoszcz                | 3:0 (26:24, 25:21, 25:23)               | Ślepsk Malow Suwałki               | 420    | Michal Masný         |
| 09.03.2020  | 20:30 | Cuprum Lubin                       | 3:2 (28:26, 21:25, 23:25, 25:17, 15:8)  | MKS Będzin                         | 504    | Jędrzej Gruszczyński |
| 07.03.2020  | 20:30 | Indykpol AZS Olsztyn               | 1:3 (19:25, 23:25, 27:25, 17:25)        | Grupa Azoty ZAKSA Kędzierzyn-Koźle | 2257   | Benjamin Toniutti    |
| 08.03.2020  | 18:00 | Trefl Gdańsk                       | 3:0 (25:23, 26:24, 25:19)               | Verva Warszawa Orlen Paliwa        | 3850   | Bartosz Filipiak     |
| 08.03.2020  | 20:30 | GKS Katowice                       | 3:1 (25:21, 29:31, 25:23, 25:21)        | Jastrzębski Węgiel                 | 650    | Rafał Szymura        |
| 06.03.2020  | 20:30 | Aluron Virtu CMC Zawiercie         | 2:3 (25:21, 21:25, 22:25, 25:17, 13:15) | Asseco Resovia Rzeszów             | 1500   | Zbigniew Bartman     |
| 06.03.2020  | 17:30 | PGE Skra Bełchatów                 | 3:2 (23:25, 25:17, 25:16, 21:25, 15:9)  | Cerrad Enea Czarni Radom           | 1358   | Artur Szalpuk        |
| 24. KOLEJKA |       |                                    |                                         |                                    |        |                      |
| 09.02.2020  | 14:45 | Ślepsk Malow Suwałki               | 3:1 (16:25, 25:22, 25:21, 28:26)        | PGE Skra Bełchatów                 | 2299   | Nicolas Szerszeń     |
| 10.02.2020  | 20:30 | Cerrad Enea Czarni Radom           | 3:0 (25:15, 25:17, 25:19)               | Asseco Resovia Rzeszów             | 1500   | Brenden Sander       |
| 07.02.2020  | 17:30 | Aluron Virtu CMC Zawiercie         | 0:3 (22:25, 22:25, 19:25)               | GKS Katowice                       | 1500   | Rafał Szymura        |
| 08.02.2020  | 14:45 | Jastrzębski Węgiel                 | 3:1 (21:25, 25:19, 25:21, 25:20)        | Trefl Gdańsk                       | 2310   | Lukas Kampa          |
| 09.02.2020  | 20:30 | Verva Warszawa Orlen Paliwa        | 3:1 (25:21, 25:17, 18:25, 25:18)        | Indykpol AZS Olsztyn               | 1710   | Artur Udrys          |
| 08.02.2020  | 17:30 | Grupa Azoty ZAKSA Kędzierzyn-Koźle | 3:1 (25:21, 23:25, 25:12, 25:21)        | Cuprum Lubin                       | 1112   | Benjamin Toniutti    |
| 08.02.2020  | 20:30 | MKS Będzin                         | 3:1 (25:21, 19:25, 25:19, 25:20)        | BKS Visła Bydgoszcz                | 1300   | Rafał Faryna         |
| 25. KOLEJKA |       |                                    |                                         |                                    |        |                      |
| —           | —     | MKS Będzin                         | mecz anulowany                          | Ślepsk Malow Suwałki               | —      | —                    |
| —           | —     | BKS Visła Bydgoszcz                | mecz anulowany                          | Grupa Azoty ZAKSA Kędzierzyn-Koźle | —      | —                    |
| —           | —     | Cuprum Lubin                       | mecz anulowany                          | Verva Warszawa Orlen Paliwa        | —      | —                    |
| —           | —     | Indykpol AZS Olsztyn               | mecz anulowany                          | Jastrzębski Węgiel                 | —      | —                    |
| 11.03.2020  | 20:30 | Trefl Gdańsk                       | 3:0 (25:18, 25:20, 25:20)               | Aluron Virtu CMC Zawiercie         | 0      | Paweł Halaba         |
| —           | —     | GKS Katowice                       | mecz anulowany                          | Cerrad Enea Czarni Radom           | —      | —                    |
| —           | —     | Asseco Resovia Rzeszów             | mecz anulowany                          | PGE Skra Bełchatów                 | —      | —                    |
| 26. KOLEJKA |       |                                    |                                         |                                    |        |                      |
| —           | —     | GKS Katowice                       | mecz anulowany                          | Ślepsk Malow Suwałki               | —      | —                    |
| —           | —     | Asseco Resovia Rzeszów             | mecz anulowany                          | Trefl Gdańsk                       | —      | —                    |
| —           | —     | PGE Skra Bełchatów                 | mecz anulowany                          | Indykpol AZS Olsztyn               | —      | —                    |
| —           | —     | Cerrad Enea Czarni Radom           | mecz anulowany                          | Cuprum Lubin                       | —      | —                    |
| —           | —     | Aluron Virtu CMC Zawiercie         | mecz anulowany                          | BKS Visła Bydgoszcz                | —      | —                    |
| —           | —     | Jastrzębski Węgiel                 | mecz anulowany                          | MKS Będzin                         | —      | —                    |
| —           | —     | Verva Warszawa Orlen Paliwa        | mecz anulowany                          | Grupa Azoty ZAKSA Kędzierzyn-Koźle | —      | —                    |

### Tabela
| Lp. | Drużyna                            | Pkt | Mecze | Mecze | Mecze | Rodzaj wyniku | Rodzaj wyniku | Rodzaj wyniku | Rodzaj wyniku | Rodzaj wyniku | Rodzaj wyniku | Sety | Sety | Sety  | Małe punkty | Małe punkty | Małe punkty |
| Lp. | Drużyna                            | Pkt | M     | W     | P     | 3:0           | 3:1           | 3:2           | 2:3           | 1:3           | 0:3           | wyg. | prz. | stos. | zdob.       | str.        | stos.       |
| --- | ---------------------------------- | --- | ----- | ----- | ----- | ------------- | ------------- | ------------- | ------------- | ------------- | ------------- | ---- | ---- | ----- | ----------- | ----------- | ----------- |
| 1   | Grupa Azoty ZAKSA Kędzierzyn-Koźle | 61  | 24    | 20    | 4     | 11            | 7             | 2             | 3             | 1             | 0             | 67   | 23   | 2.91  | 2155        | 1944        | 1.11        |
| 2   | Verva Warszawa Orlen Paliwa        | 59  | 24    | 21    | 3     | 10            | 7             | 4             | 0             | 2             | 1             | 65   | 24   | 2.71  | 2092        | 1917        | 1.09        |
| 3   | PGE Skra Bełchatów                 | 50  | 24    | 17    | 7     | 9             | 5             | 3             | 2             | 3             | 2             | 58   | 32   | 1.81  | 2108        | 1950        | 1.08        |
| 4   | Jastrzębski Węgiel                 | 48  | 24    | 17    | 7     | 8             | 5             | 4             | 1             | 1             | 5             | 54   | 34   | 1.59  | 2067        | 1882        | 1.1         |
| 5   | Trefl Gdańsk                       | 41  | 25    | 13    | 12    | 7             | 4             | 2             | 4             | 5             | 3             | 52   | 44   | 1.18  | 2183        | 2138        | 1.02        |
| 6   | GKS Katowice                       | 35  | 24    | 11    | 13    | 1             | 5             | 5             | 7             | 3             | 3             | 50   | 54   | 0.93  | 2298        | 2280        | 1.01        |
| 7   | Cerrad Enea Czarni Radom           | 32  | 23    | 10    | 13    | 3             | 5             | 2             | 4             | 6             | 3             | 44   | 48   | 0.92  | 2055        | 2096        | 0.98        |
| 8   | Indykpol AZS Olsztyn               | 31  | 24    | 11    | 13    | 3             | 4             | 4             | 2             | 9             | 2             | 46   | 51   | 0.9   | 2157        | 2181        | 0.99        |
| 9   | Ślepsk Malow Suwałki               | 31  | 24    | 11    | 13    | 1             | 7             | 3             | 1             | 6             | 6             | 41   | 52   | 0.79  | 2118        | 2135        | 0.99        |
| 10  | Aluron Virtu CMC Zawiercie         | 27  | 24    | 9     | 15    | 2             | 5             | 2             | 2             | 5             | 8             | 36   | 54   | 0.67  | 1993        | 2067        | 0.96        |
| 11  | MKS Będzin                         | 26  | 24    | 9     | 15    | 2             | 3             | 4             | 3             | 7             | 5             | 40   | 56   | 0.71  | 2125        | 2199        | 0.97        |
| 12  | Cuprum Lubin                       | 25  | 24    | 9     | 15    | 3             | 2             | 4             | 2             | 5             | 8             | 36   | 55   | 0.65  | 1935        | 2073        | 0.93        |
| 13  | Asseco Resovia Rzeszów             | 23  | 24    | 7     | 17    | 1             | 4             | 2             | 4             | 6             | 7             | 35   | 59   | 0.59  | 1974        | 2133        | 0.93        |
| 14  | BKS Visła Bydgoszcz                | 15  | 24    | 3     | 21    | 1             | 0             | 2             | 8             | 4             | 9             | 29   | 67   | 0.43  | 1960        | 2225        | 0.88        |

Źródło: plusliga.pl (pol.)
Punktacja: 3:0 i 3:1 – 3 pkt; 3:2 – 2 pkt; 2:3 – 1 pkt; 1:3 i 0:3 – 0 pkt
Zasady ustalania kolejności: 1. liczba punktów; 2. liczba zwycięstw; 3. stosunek setów; 4. stosunek małych punktów; 5. bilans w bezpośrednich meczach
     spadek do 1. ligi

### Miejsca po danych kolejkach
| Drużyna \ Kolejka | 1                          | 2  | 3  | 4  | 5  | 6  | 7  | 8  | 9  | 10 | 11 | 12 | 13 | 14 (15) | 15 (16) | 16 (17) | 17 (18) | 18 (14) | 19 (24) | 20 (19) | 21 (20) | 22 (21) | 23 (22) | 24 (23) | 25 | 26 |   |
| --- | -------------------------- | -- | -- | -- | -- | -- | -- | -- | -- | -- | -- | -- | -- | ------- | ------- | ------- | ------- | ------- | ------- | ------- | ------- | ------- | ------- | ------- | -- | -- | - |
| Drużyna \ Kolejka | Aluron Virtu CMC Zawiercie | 6  | 3  | 2  | 5  | 5  | 5  | 5  | 6  | 7  | 7  | 7  | 7  | 7       | 6       | 6       | 7       | 8       | 7       | 10      | 9       | 11      | 11      | 10      | 10 | 10 | — |
| Asseco Resovia Rzeszów | 8                          | 10 | 12 | 7  | 9  | 10 | 10 | 11 | 12 | 9  | 9  | 9  | 11 | 11      | 11      | 11      | 10      | 10      | 12      | 12      | 13      | 13      | 13      | 13      | 13 | —  |   |
| BKS Visła Bydgoszcz | 12                         | 14 | 13 | 13 | 13 | 13 | 13 | 13 | 13 | 13 | 14 | 14 | 14 | 14      | 14      | 14      | 14      | 14      | 14      | 14      | 14      | 14      | 14      | 14      | 14 | —  |   |
| Cerrad Enea Czarni Radom | 9                          | 11 | 10 | 8  | 7  | 7  | 8  | 8  | 8  | 8  | 8  | 8  | 10 | 9       | 10      | 10      | 12      | 12      | 8       | 8       | 8       | 8       | 7       | 7       | 7  | —  |   |
| Cuprum Lubin | 7                          | 12 | 11 | 12 | 11 | 12 | 12 | 10 | 10 | 11 | 12 | 12 | 12 | 12      | 12      | 12      | 7       | 8       | 9       | 11      | 12      | 12      | 12      | 12      | 12 | —  |   |
| GKS Katowice | 5                          | 8  | 8  | 10 | 10 | 9  | 9  | 9  | 9  | 10 | 10 | 10 | 8  | 10      | 7       | 6       | 6       | 6       | 5       | 5       | 6       | 6       | 6       | 6       | 6  | —  |   |
| Grupa Azoty ZAKSA Kędzierzyn-Koźle | nk                         | 5  | 3  | 2  | 1  | 2  | 1  | 1  | 1  | 1  | 1  | 2  | 2  | 2       | 2       | 2       | 2       | 2       | 2       | 2       | 2       | 2       | 2       | 1       | 1  | —  |   |
| Indykpol AZS Olsztyn | 4                          | 9  | 6  | 6  | 3  | 6  | 6  | 5  | 6  | 6  | 6  | 6  | 6  | 7       | 8       | 8       | 9       | 9       | 11      | 13      | 10      | 9       | 8       | 9       | 8  | —  |   |
| Jastrzębski Węgiel | 1                          | 1  | 4  | 4  | 6  | 3  | 2  | 3  | 2  | 3  | 4  | 4  | 4  | 4       | 4       | 4       | 4       | 4       | 4       | 4       | 4       | 4       | 3       | 4       | 4  | —  |   |
| MKS Będzin | 10                         | 13 | 14 | 14 | 14 | 14 | 14 | 14 | 14 | 14 | 13 | 13 | 13 | 13      | 13      | 13      | 13      | 13      | 13      | 10      | 9       | 10      | 11      | 11      | 11 | —  |   |
| PGE Skra Bełchatów | 2                          | 4  | 5  | 3  | 4  | 4  | 4  | 4  | 4  | 4  | 2  | 3  | 3  | 3       | 3       | 3       | 3       | 3       | 3       | 3       | 3       | 3       | 4       | 3       | 3  | —  |   |
| Ślepsk Malow Suwałki | nk                         | 6  | 9  | 11 | 12 | 11 | 11 | 12 | 11 | 12 | 11 | 11 | 9  | 8       | 9       | 9       | 11      | 11      | 7       | 7       | 7       | 7       | 9       | 8       | 9  | —  |   |
| Trefl Gdańsk | 11                         | 7  | 7  | 9  | 8  | 8  | 7  | 7  | 5  | 5  | 5  | 5  | 5  | 5       | 5       | 5       | 5       | 5       | 6       | 6       | 5       | 5       | 5       | 5       | 5  | —  |   |
| Verva Warszawa Orlen Paliwa | 3                          | 2  | 1  | 1  | 2  | 1  | 3  | 2  | 3  | 2  | 3  | 1  | 1  | 1       | 1       | 1       | 1       | 1       | 1       | 1       | 1       | 1       | 1       | 2       | 2  | —  |   |
| Uwagi: - Zestawienie nie uwzględnia w danej kolejce meczów przełożonych na późniejsze terminy, natomiast uwzględnia mecze rozegrane awansem. Miejsce zajmowane przez drużynę, która rozegrała mniej meczów, wyróżniono kursywą, natomiast podkreśleniem – drużynę, która rozegrała więcej meczów niż wynika to z numeru kolejki. - Mecze zgodnie z terminarzem: - 14. kolejki rozegrane zostały w terminie 18. kolejki, - 15. kolejki rozegrane zostały w terminie 14. kolejki, - 16. kolejki rozegrane zostały w terminie 15. kolejki, - 17. kolejki rozegrane zostały w terminie 16. kolejki, - 18. kolejki rozegrane zostały w terminie 17. kolejki, - 19. kolejki rozegrane zostały w terminie 20. kolejki, - 20. kolejki rozegrane zostały w terminie 21. kolejki, - 21. kolejki rozegrane zostały w terminie 22. kolejki, - 22. kolejki rozegrane zostały w terminie 23. kolejki, - 23. kolejki rozegrane zostały w terminie 24. kolejki, - 24. kolejki rozegrane zostały w terminie 19. kolejki. - Przed zakończeniem sezonu ze względu na szerzenie się zakażeń wirusem SARS-CoV-2 w ramach 25. kolejki rozegrano jedno spotkanie. |                            |    |    |    |    |    |    |    |    |    |    |    |    |         |         |         |         |         |         |         |         |         |         |         |    |    |   |

## Klasyfikacja końcowa
Zarząd Polskiej Ligi Siatkówki SA zdecydował, że nie zostanie przyznany tytuł mistrza Polski, a kolejność w klasyfikacji końcowej zostanie ustalona według liczby zdobytych punktów meczowych w tabeli, bez ukończenia fazy zasadniczej rozgrywek.
| Lp. | Drużyna                            |
| --- | ---------------------------------- |
| 1.  | Grupa Azoty ZAKSA Kędzierzyn-Koźle |
| 2.  | Verva Warszawa Orlen Paliwa        |
| 3.  | PGE Skra Bełchatów                 |
| 4.  | Jastrzębski Węgiel                 |
| 5.  | Trefl Gdańsk                       |
| 6.  | GKS Katowice                       |
| 7.  | Cerrad Enea Czarni Radom           |
| 8.  | Indykpol AZS Olsztyn               |
| 9.  | Ślepsk Malow Suwałki               |
| 10. | Aluron Virtu CMC Zawiercie         |
| 11. | MKS Będzin                         |
| 12. | Cuprum Lubin                       |
| 13. | Asseco Resovia Rzeszów             |
| 14. | BKS Visła Bydgoszcz                |

     Liga Mistrzów 2020/2021
     Puchar Challenge 2020/2021
     spadek do I ligi

## Statystyki

### Sety, małe punkty i liczba widzów
| Faza zasadnicza                                |                                                |                                                |                                                |                                                |                                                |                                                |                                                |                               |                               |                               |                               |                               |                               |                                 |                                 |
| Kolejka                                        | Mecze                                          | Sety (średnio na mecz)                         | Sety (średnio na mecz)                         | Małe punkty (średnio na set)                   | Małe punkty (średnio na set)                   | Liczba widzów (średnio na mecz)                | Liczba widzów (średnio na mecz)                | Kolejka                       | Mecze                         | Sety (średnio na mecz)        | Sety (średnio na mecz)        | Małe punkty (średnio na set)  | Małe punkty (średnio na set)  | Liczba widzów (średnio na mecz) | Liczba widzów (średnio na mecz) |
| 1                                              | 7                                              | 30                                             | 4,29                                           | 1308                                           | 43,60                                          | 15 095                                         | 2156                                           | 14                            | 7                             | 25                            | 3,57                          | 1159                          | 46,36                         | 9870                            | 1410                            |
| 2                                              | 7                                              | 26                                             | 3,71                                           | 1161                                           | 44,65                                          | 12 592                                         | 1799                                           | 15                            | 7                             | 27                            | 3,86                          | 1210                          | 44,81                         | 12 470                          | 1781                            |
| 3                                              | 7                                              | 30                                             | 4,29                                           | 1311                                           | 43,70                                          | 13 510                                         | 1930                                           | 16                            | 7                             | 28                            | 4,00                          | 1266                          | 45,21                         | 12 907                          | 1844                            |
| 4                                              | 7                                              | 27                                             | 3,86                                           | 1190                                           | 44,07                                          | 14 636                                         | 2091                                           | 17                            | 7                             | 24                            | 3,43                          | 1066                          | 44,42                         | 13 865                          | 1981                            |
| 5                                              | 7                                              | 27                                             | 3,86                                           | 1234                                           | 45,70                                          | 13 452                                         | 1922                                           | 18                            | 7                             | 25                            | 3,57                          | 1095                          | 43,80                         | 11 806                          | 1687                            |
| 6                                              | 7                                              | 26                                             | 3,71                                           | 1145                                           | 44,04                                          | 12 139                                         | 1734                                           | 19                            | 7                             | 30                            | 4,29                          | 1349                          | 44,97                         | 20 666                          | 2952                            |
| 7                                              | 7                                              | 29                                             | 4,14                                           | 1332                                           | 45,93                                          | 14 051                                         | 2007                                           | 20                            | 7                             | 24                            | 3,43                          | 1094                          | 45,58                         | 13 889                          | 1984                            |
| 8                                              | 7                                              | 29                                             | 4,14                                           | 1310                                           | 45,17                                          | 12 080                                         | 1726                                           | 21                            | 6                             | 21                            | 3,50                          | 929                           | 44,24                         | 11 553                          | 1926                            |
| 9                                              | 7                                              | 28                                             | 4,00                                           | 1225                                           | 43,75                                          | 16 779                                         | 2397                                           | 22                            | 7                             | 31                            | 4,43                          | 1375                          | 44,35                         | 10 704                          | 1529                            |
| 10                                             | 7                                              | 30                                             | 4,29                                           | 1322                                           | 44,07                                          | 13 428                                         | 1918                                           | 23                            | 7                             | 29                            | 4,14                          | 1295                          | 44,66                         | 10 539                          | 1506                            |
| 11                                             | 7                                              | 28                                             | 4,00                                           | 1260                                           | 45,00                                          | 17 347                                         | 2478                                           | 24                            | 7                             | 26                            | 3,71                          | 1163                          | 44,73                         | 11 731                          | 1676                            |
| 12                                             | 7                                              | 23                                             | 3,29                                           | 1085                                           | 47,17                                          | 11 844                                         | 1692                                           | 25                            | 1                             | 3                             | 3,00                          | 133                           | 44,33                         | 0                               | 0                               |
| 13                                             | 7                                              | 27                                             | 3,86                                           | 1203                                           | 44,56                                          | 12 522                                         | 1789                                           | 26                            | —                             | —                             | —                             | —                             | —                             | —                               | —                               |
| Podsumowanie rundy pierwszej (po 13 kolejkach) | Podsumowanie rundy pierwszej (po 13 kolejkach) | Podsumowanie rundy pierwszej (po 13 kolejkach) | Podsumowanie rundy pierwszej (po 13 kolejkach) | Podsumowanie rundy pierwszej (po 13 kolejkach) | Podsumowanie rundy pierwszej (po 13 kolejkach) | Podsumowanie rundy pierwszej (po 13 kolejkach) | Podsumowanie rundy pierwszej (po 13 kolejkach) | Podsumowanie rundy rewanżowej | Podsumowanie rundy rewanżowej | Podsumowanie rundy rewanżowej | Podsumowanie rundy rewanżowej | Podsumowanie rundy rewanżowej | Podsumowanie rundy rewanżowej | Podsumowanie rundy rewanżowej   | Podsumowanie rundy rewanżowej   |
| 1-13                                           | 91                                             | 360                                            | 3,96                                           | 16086                                          | 44,68                                          | 179 475                                        | 1972                                           | 14-26                         | 77                            | 293                           | 3,81                          | 13134                         | 44,83                         | 140 000                         | 1818                            |
| Podsumowanie sezonu                            |                                                |                                                |                                                |                                                |                                                |                                                |                                                |                               |                               |                               |                               |                               |                               |                                 |                                 |
| Faza zasadnicza                                | Faza zasadnicza                                | Faza zasadnicza                                | Faza zasadnicza                                | Faza zasadnicza                                | Faza zasadnicza                                | Faza zasadnicza                                | Faza zasadnicza                                | Faza zasadnicza               | 168                           | 653                           | 3,89                          | 29220                         | 44,75                         | 319 475                         | 1902                            |

### Liczba widzów według klubów
| Klub | Mecze | Liczba widzów | Najwięcej widzów | Najmniej widzów | Średnia liczba widzów | Różnica (2018/2019) |
| --- | ----- | ------------- | ---------------- | --------------- | --------------------- | ------------------- |
| Aluron Virtu CMC Zawiercie | 12    | 18 000        | 1500             | 1500            | 1500                  | 0,00%               |
| Asseco Resovia Rzeszów | 11    | 37 324        | 4123             | 2536            | 3393                  | –1,42%              |
| BKS Visła Bydgoszcz | 12    | 10 946        | 2575             | 250             | 912                   | –53,44%             |
| Cerrad Enea Czarni Radom | 11    | 14 900        | 1500             | 0               | 1355                  | –9,27%              |
| Cuprum Lubin | 12    | 17 830        | 3440             | 504             | 1486                  | +15,54%             |
| GKS Katowice | 11    | 8900          | 1500             | 450             | 809                   | –35,48%             |
| Grupa Azoty ZAKSA Kędzierzyn-Koźle | 13    | 19 915        | 2960             | 811             | 1532                  | –23,13%             |
| Indykpol AZS Olsztyn | 12    | 25 826        | 2399             | 1900            | 2152                  | +5,45%              |
| Jastrzębski Węgiel | 12    | 25 015        | 3100             | 1027            | 2085                  | –21,78%             |
| MKS Będzin | 12    | 14 420        | 1480             | 800             | 1202                  | +14,66%             |
| PGE Skra Bełchatów | 12    | 25 554        | 2700             | 1125            | 2130                  | –1,14%              |
| Ślepsk Malow Suwałki | 13    | 28 811        | 2399             | 1750            | 2216                  | +396,91%            |
| Trefl Gdańsk | 13    | 45 180        | 9980             | 0               | 3475                  | +43,37%             |
| Verva Warszawa Orlen Paliwa | 12    | 26 854        | 4572             | 1320            | 2238                  | –42,78%             |
| Razem | 168   | 319 475       | 9980             | 0               | 1902                  | –9,79%              |
| Uwaga: Mecze Cerrad Enea Czarni Radom – Indykpol AZS Olsztyn (14. kolejka) oraz Trefl Gdańsk – Aluron Virtu CMC Zawiercie (25. kolejka) ze względu na szerzenie się zakażeń wirusem SARS-CoV-2 odbyły się bez udziału publiczności. |       |               |                  |                 |                       |                     |

### Statystyki indywidualne

#### Ranking najlepiej punktujących zawodników
| Rk | Zawodnik                                     | M  | S   | A   | B  | Z  | Pkt |    | Rk                                           | Zawodnik | S   | Pkt  | Pkt/S |
| -- | -------------------------------------------- | -- | --- | --- | -- | -- | --- | -- | -------------------------------------------- | -------- | --- | ---- | ----- |
| 1  | Bartosz Filipiak (Trefl Gdańsk)              | 25 | 96  | 382 | 43 | 35 | 460 | 1  | Tonček Štern (BKS Visła Bydgoszcz)           | 67       | 329 | 4,91 |       |
| 2  | Karol Butryn (Cerrad Enea Czarni Radom)      | 23 | 90  | 365 | 22 | 43 | 430 | 2  | Bartosz Filipiak (Trefl Gdańsk)              | 96       | 460 | 4,79 |       |
| 3  | Nicolas Szerszeń (Ślepsk Malow Suwałki)      | 24 | 92  | 332 | 26 | 49 | 407 | 3  | Karol Butryn (Cerrad Enea Czarni Radom)      | 90       | 430 | 4,78 |       |
| 4  | Bartłomiej Bołądź (Ślepsk Malow Suwałki)     | 24 | 88  | 322 | 24 | 25 | 371 | 4  | Jan Hadrava (Indykpol AZS Olsztyn)           | 68       | 307 | 4,51 |       |
| 5  | Wojciech Żaliński (Indykpol AZS Olsztyn)     | 24 | 88  | 326 | 29 | 16 | 371 | 5  | Nicolas Szerszeń (Ślepsk Malow Suwałki)      | 92       | 407 | 4,42 |       |
| 6  | Dawid Konarski (Jastrzębski Węgiel)          | 24 | 85  | 312 | 33 | 24 | 369 | 6  | Dawid Konarski (Jastrzębski Węgiel)          | 85       | 369 | 4,34 |       |
| 7  | Rafał Faryna (MKS Będzin)                    | 24 | 84  | 320 | 15 | 26 | 361 | 7  | Rafał Faryna (MKS Będzin)                    | 84       | 361 | 4,30 |       |
| 8  | Bartosz Kwolek (Verva Warszawa Orlen Paliwa) | 24 | 88  | 296 | 21 | 42 | 359 | 8  | Bartłomiej Bołądź (Ślepsk Malow Suwałki)     | 88       | 371 | 4,22 |       |
| 9  | Rafał Szymura (GKS Katowice)                 | 23 | 100 | 305 | 23 | 23 | 351 | 9  | Wojciech Żaliński (Indykpol AZS Olsztyn)     | 88       | 371 | 4,22 |       |
| 10 | Tonček Štern (BKS Visła Bydgoszcz)           | 17 | 67  | 289 | 25 | 15 | 329 | 10 | Bartosz Kwolek (Verva Warszawa Orlen Paliwa) | 88       | 359 | 4,08 |       |

#### Ranking najlepiej punktujących zawodników w ataku
| Rk | Zawodnik                                     | M  | S   | Pkt |    | Rk                                        | Zawodnik | S   | Pkt  | Pkt/S |
| -- | -------------------------------------------- | -- | --- | --- | -- | ----------------------------------------- | -------- | --- | ---- | ----- |
| 1  | Bartosz Filipiak (Trefl Gdańsk)              | 25 | 96  | 382 | 1  | Tonček Štern (BKS Visła Bydgoszcz)        | 67       | 608 | 4,31 |       |
| 2  | Karol Butryn (Cerrad Enea Czarni Radom)      | 23 | 90  | 365 | 2  | Karol Butryn (Cerrad Enea Czarni Radom)   | 90       | 365 | 4,06 |       |
| 3  | Nicolas Szerszeń (Ślepsk Malow Suwałki)      | 24 | 92  | 332 | 3  | Bartosz Filipiak (Trefl Gdańsk)           | 96       | 382 | 3,98 |       |
| 4  | Wojciech Żaliński (Indykpol AZS Olsztyn)     | 24 | 88  | 326 | 4  | Rafał Faryna (MKS Będzin)                 | 84       | 320 | 3,81 |       |
| 5  | Bartłomiej Bołądź (Ślepsk Malow Suwałki)     | 24 | 88  | 322 | 5  | Wojciech Żaliński (Indykpol AZS Olsztyn)  | 88       | 326 | 3,70 |       |
| 6  | Rafał Faryna (MKS Będzin)                    | 24 | 84  | 320 | 6  | Jan Hadrava (Indykpol AZS Olsztyn)        | 68       | 251 | 3,69 |       |
| 7  | Dawid Konarski (Jastrzębski Węgiel)          | 24 | 85  | 312 | 7  | Dawid Konarski (Jastrzębski Węgiel)       | 85       | 312 | 3,67 |       |
| 8  | Rafał Szymura (GKS Katowice)                 | 23 | 100 | 305 | 8  | Bartłomiej Bołądź (Ślepsk Malow Suwałki)  | 88       | 322 | 3,66 |       |
| 9  | Bartosz Kwolek (Verva Warszawa Orlen Paliwa) | 24 | 88  | 296 | 9  | Nicolas Szerszeń (Ślepsk Malow Suwałki)   | 92       | 332 | 3,61 |       |
| 10 | Tonček Štern (BKS Visła Bydgoszcz)           | 17 | 67  | 289 | 10 | Zbigniew Bartman (Asseco Resovia Rzeszów) | 66       | 233 | 3,53 |       |

#### Ranking najskuteczniej atakujących zawodników
| Ranking atakujących i przyjmujących | Ranking atakujących i przyjmujących                         | Ranking atakujących i przyjmujących | Ranking atakujących i przyjmujących | Ranking atakujących i przyjmujących | Ranking atakujących i przyjmujących |    | Ranking środkowych                                     | Ranking środkowych | Ranking środkowych | Ranking środkowych | Ranking środkowych | Ranking środkowych |
| Rk                                  | Zawodnik                                                    | M                                   | Ataki                               | Pkt                                 | %                                   | Rk | Zawodnik                                               | M                  | Ataki              | Pkt                | %                  |                    |
| ----------------------------------- | ----------------------------------------------------------- | ----------------------------------- | ----------------------------------- | ----------------------------------- | ----------------------------------- | -- | ------------------------------------------------------ | ------------------ | ------------------ | ------------------ | ------------------ | ------------------ |
| 1                                   | Rafał Faryna (MKS Będzin)                                   | 24                                  | 589                                 | 320                                 | 54,33                               | 1  | David Smith (Grupa Azoty ZAKSA Kędzierzyn-Koźle)       | 20                 | 172                | 119                | 69,19              |                    |
| 2                                   | Michał Filip (Cerrad Enea Czarni Radom/BKS Visła Bydgoszcz) | 23                                  | 380                                 | 205                                 | 53,95                               | 2  | Norbert Huber (PGE Skra Bełchatów)                     | 15                 | 145                | 98                 | 67,59              |                    |
| 3                                   | Karol Butryn (Cerrad Enea Czarni Radom)                     | 23                                  | 685                                 | 365                                 | 53,28                               | 3  | Jakub Kochanowski (PGE Skra Bełchatów)                 | 21                 | 245                | 165                | 67,35              |                    |
| 4                                   | Szymon Jakubiszak (Trefl Gdańsk)                            | 20                                  | 124                                 | 66                                  | 53,23                               | 4  | Łukasz Wiśniewski (Grupa Azoty ZAKSA Kędzierzyn-Koźle) | 24                 | 210                | 139                | 66,19              |                    |
| 5                                   | Árpád Baróti (Grupa Azoty ZAKSA Kędzierzyn-Koźle)           | 24                                  | 370                                 | 196                                 | 52,97                               | 5  | Pablo Crer (Trefl Gdańsk)                              | 25                 | 257                | 170                | 66,15              |                    |
| 6                                   | Kamil Semeniuk (Grupa Azoty ZAKSA Kędzierzyn-Koźle)         | 24                                  | 435                                 | 229                                 | 52,64                               | 6  | Graham Vigrass (Jastrzębski Węgiel)                    | 20                 | 179                | 118                | 65,92              |                    |
| 7                                   | Mateusz Malinowski (Aluron Virtu Warta Zawiercie)           | 24                                  | 441                                 | 230                                 | 52,15                               | 7  | Piotr Nowakowski (Verva Warszawa Orlen Paliwa)         | 21                 | 251                | 161                | 64,14              |                    |
| 8                                   | Aleksander Śliwka (Grupa Azoty ZAKSA Kędzierzyn-Koźle)      | 23                                  | 534                                 | 276                                 | 51,69                               | 8  | Bartłomiej Lemański (Asseco Resovia Rzeszów)           | 14                 | 143                | 91                 | 63,64              |                    |
| 9                                   | Mariusz Wlazły (PGE Skra Bełchatów)                         | 19                                  | 293                                 | 151                                 | 51,54                               | 9  | Bartłomiej Mordyl (Trefl Gdańsk)                       | 19                 | 105                | 66                 | 62,86              |                    |
| 10                                  | Alexandre Ferreira (Aluron Virtu Warta Zawiercie)           | 18                                  | 405                                 | 203                                 | 50,12                               | 10 | Miłosz Zniszczoł (GKS Katowice)                        | 23                 | 215                | 135                | 62,79              |                    |

#### Ranking najlepiej punktujących zawodników w bloku
| Rk | Zawodnik                                               | M  | S  | Pkt |    | Rk                                                           | Zawodnik | S  | Pkt  | Pkt/S |
| -- | ------------------------------------------------------ | -- | -- | --- | -- | ------------------------------------------------------------ | -------- | -- | ---- | ----- |
| 1  | Mohammad Musawi (Indykpol AZS Olsztyn)                 | 24 | 97 | 78  | 1  | Mohammad Musawi (Indykpol AZS Olsztyn)                       | 97       | 78 | 0,80 |       |
| 2  | Piotr Nowakowski (Verva Warszawa Orlen Paliwa)         | 21 | 79 | 56  | 2  | Bartłomiej Mordyl (Trefl Gdańsk)                             | 50       | 36 | 0,72 |       |
| 3  | Janusz Gałązka (BKS Visła Bydgoszcz)                   | 24 | 93 | 54  | 3  | Piotr Nowakowski (Verva Warszawa Orlen Paliwa)               | 79       | 56 | 0,71 |       |
| 4  | Jan Nowakowski (GKS Katowice)                          | 22 | 92 | 51  | 4  | Michał Ostrowski (Cerrad Enea Czarni Radom)                  | 50       | 32 | 0,64 |       |
| 5  | Andreas Takvam (Ślepsk Malow Suwałki)                  | 24 | 90 | 47  | 5  | Jakub Kochanowski (PGE Skra Bełchatów)                       | 72       | 45 | 0,62 |       |
| 6  | Jakub Kochanowski (PGE Skra Bełchatów)                 | 21 | 72 | 45  | 6  | Janusz Gałązka (BKS Visła Bydgoszcz)                         | 93       | 54 | 0,58 |       |
| 7  | Bartosz Filipiak (Trefl Gdańsk)                        | 25 | 96 | 43  | 7  | Jan Nowakowski (GKS Katowice)                                | 92       | 51 | 0,55 |       |
| 8  | Andrzej Wrona (Verva Warszawa Orlen Paliwa)            | 22 | 75 | 41  | 8  | Andrzej Wrona (Verva Warszawa Orlen Paliwa)                  | 75       | 41 | 0,55 |       |
| 9  | Łukasz Wiśniewski (Grupa Azoty ZAKSA Kędzierzyn-Koźle) | 24 | 85 | 40  | 9  | Norbert Huber (PGE Skra Bełchatów)                           | 46       | 25 | 0,54 |       |
| 10 | Karol Kłos (PGE Skra Bełchatów)                        | 21 | 75 | 39  | 10 | Tomasz Kalembka (BKS Visła Bydgoszcz/Asseco Resovia Rzeszów) | 66       | 35 | 0,53 |       |

#### Ranking najlepiej punktujących zawodników w zagrywce
| Rk | Zawodnik                                          | M  | S  | Pkt |    | Rk                                                | Zawodnik | S  | Pkt  | Pkt/S |
| -- | ------------------------------------------------- | -- | -- | --- | -- | ------------------------------------------------- | -------- | -- | ---- | ----- |
| 1  | Nicolas Szerszeń (Ślepsk Malow Suwałki)           | 24 | 92 | 49  | 1  | Nicolas Szerszeń (Ślepsk Malow Suwałki)           | 92       | 49 | 0,53 |       |
| 2  | Karol Butryn (Cerrad Enea Czarni Radom)           | 23 | 90 | 43  | 2  | Karol Butryn (Cerrad Enea Czarni Radom)           | 90       | 43 | 0,48 |       |
| 3  | Bartosz Kwolek (Verva Warszawa Orlen Paliwa)      | 24 | 88 | 42  | 3  | Bartosz Kwolek (Verva Warszawa Orlen Paliwa)      | 88       | 42 | 0,48 |       |
| 4  | Mateusz Malinowski (Aluron Virtu Warta Zawiercie) | 24 | 84 | 36  | 4  | Paweł Halaba (Trefl Gdańsk)                       | 74       | 33 | 0,45 |       |
| 5  | Bartosz Filipiak (Trefl Gdańsk)                   | 25 | 96 | 35  | 5  | Mateusz Malinowski (Aluron Virtu Warta Zawiercie) | 84       | 36 | 0,43 |       |
| 6  | Paweł Halaba (Trefl Gdańsk)                       | 22 | 74 | 33  | 6  | Jurij Hładyr (Jastrzębski Węgiel)                 | 79       | 32 | 0,41 |       |
| 7  | Alen Pajenk (Cerrad Enea Czarni Radom)            | 23 | 84 | 33  | 7  | Alen Pajenk (Cerrad Enea Czarni Radom)            | 84       | 33 | 0,39 |       |
| 8  | Jurij Hładyr (Jastrzębski Węgiel)                 | 23 | 79 | 32  | 8  | Bartosz Filipiak (Trefl Gdańsk)                   | 96       | 35 | 0,36 |       |
| 9  | Tomasz Fornal (Jastrzębski Węgiel)                | 24 | 84 | 29  | 9  | Jan Hadrava (Indykpol AZS Olsztyn)                | 68       | 24 | 0,35 |       |
| 10 | Jakub Jarosz (GKS Katowice)                       | 19 | 80 | 28  | 10 | Jakub Jarosz (GKS Katowice)                       | 80       | 28 | 0,35 |       |

#### Ranking najlepiej przyjmujących zawodników
| Rk | Zawodnik                                               | M  | S   | Suma | Perf | %Perf |    | Rk                                          | Zawodnik | M   | S   | Suma | Dok   | %Dok |
| -- | ------------------------------------------------------ | -- | --- | ---- | ---- | ----- | -- | ------------------------------------------- | -------- | --- | --- | ---- | ----- | ---- |
| 1  | Jakub Popiwczak (Jastrzębski Węgiel)                   | 23 | 84  | 387  | 119  | 30,75 | 1  | Michał Potera (MKS Będzin)                  | 24       | 96  | 507 | 312  | 61,54 |      |
| 2  | Bartosz Mariański (Resovia)                            | 16 | 35  | 138  | 41   | 29,71 | 2  | Igor Grobelny (Verva Warszawa Orlen Paliwa) | 17       | 37  | 139 | 85   | 61,15 |      |
| 3  | Michał Potera (MKS Będzin)                             | 24 | 96  | 507  | 150  | 29,59 | 3  | Kévin Tillie (Verva Warszawa Orlen Paliwa)  | 22       | 78  | 361 | 211  | 58,45 |      |
| 4  | Igor Grobelny (Verva Warszawa Orlen Paliwa)            | 17 | 37  | 139  | 41   | 29,50 | 4  | Michał Ruciak (Cerrad Enea Czarni Radom)    | 21       | 79  | 396 | 230  | 58,08 |      |
| 5  | Kévin Tillie (Verva Warszawa Orlen Paliwa)             | 22 | 78  | 361  | 106  | 29,36 | 5  | Jakub Popiwczak (Jastrzębski Węgiel)        | 23       | 84  | 387 | 223  | 57,62 |      |
| 6  | Adrian Buchowski (GKS Katowice)                        | 21 | 50  | 206  | 57   | 27,67 | 6  | Bartosz Mariański (Resovia)                 | 16       | 35  | 138 | 79   | 57,25 |      |
| 7  | Aleksander Śliwka (Grupa Azoty ZAKSA Kędzierzyn-Koźle) | 23 | 85  | 413  | 112  | 27,12 | 7  | Tomasz Fornal (Jastrzębski Węgiel)          | 24       | 84  | 474 | 271  | 57,17 |      |
| 8  | Paweł Zatorski (Grupa Azoty ZAKSA Kędzierzyn-Koźle)    | 23 | 87  | 380  | 102  | 26,84 | 8  | Dustin Watten (GKS Katowice)                | 24       | 104 | 533 | 302  | 56,66 |      |
| 9  | Dustin Watten (GKS Katowice)                           | 24 | 104 | 533  | 143  | 26,83 | 9  | Jan Fornal (MKS Będzin)                     | 22       | 64  | 298 | 163  | 54,70 |      |
| 10 | Robinson Dvoranen (Cuprum Lubin)                       | 22 | 74  | 410  | 110  | 26,83 | 10 | Piotr Orczyk (PGE Skra Bełchatów)           | 11       | 25  | 108 | 59   | 54,63 |      |

### Najlepsi zawodnicy meczów
| Liczba MVP | Zawodnik             |
| ---------- | -------------------- |
| 6          | Rafał Faryna         |
| 6          | Grzegorz Łomacz      |
| 6          | Piotr Nowakowski     |
| 6          | Benjamin Toniutti    |
| 5          | Karol Butryn         |
| 5          | Bartosz Filipiak     |
| 5          | Lukas Kampa          |
| 5          | Nicolas Szerszeń     |
| 5          | Rafał Szymura        |
| 4          | Zbigniew Bartman     |
| 4          | Dawid Konarski       |
| 4          | Kamil Semeniuk       |
| 4          | Mariusz Wlazły       |
| 3          | Grzegorz Bociek      |
| 3          | Tomasz Fornal        |
| 3          | Jan Hadrava          |
| 3          | Paweł Halaba         |
| 3          | Jakub Jarosz         |
| 3          | Bartosz Kwolek       |
| 3          | Grzegorz Łomacz      |
| 3          | Aleksander Śliwka    |
| 3          | Miguel Tavares       |
| 3          | Kévin Tillie         |
| 3          | Artur Udrys          |
| 2          | Árpád Baróti         |
| 2          | Bartłomiej Bołądź    |
| 2          | Alexandre Ferreira   |
| 2          | Igor Grobelny        |
| 2          | Jurij Hładyr         |
| 2          | Norbert Huber        |
| 2          | Marcin Janusz        |
| 2          | Milan Katić          |
| 2          | Michal Masný         |
| 2          | Mohammad Musawi      |
| 2          | Wiktor Musiał        |
| 2          | Grzegorz Pająk       |
| 2          | Mateusz Poręba       |
| 2          | Brenden Sander       |
| 2          | David Smith          |
| 2          | Joshua Tuaniga       |
| 2          | Marcin Waliński      |
| 2          | Łukasz Wiśniewski    |
| 2          | Wojciech Włodarczyk  |
| 2          | Paweł Woicki         |
| 2          | Damian Wojtaszek     |
| 2          | Jakub Ziobrowski     |
| 1          | Robbert Andringa     |
| 1          | Antoine Brizard      |
| 1          | Pablo Crer           |
| 1          | Damian Domagała      |
| 1          | Michał Filip         |
| 1          | Jan Firlej           |
| 1          | Christian Fromm      |
| 1          | Jędrzej Gruszczyński |
| 1          | Nicholas Hoag        |
| 1          | Łukasz Kaczmarek     |
| 1          | Jakub Kochanowski    |
| 1          | Bartłomiej Lemański  |
| 1          | Bartłomiej Lipiński  |
| 1          | Julien Lyneel        |
| 1          | Mateusz Malinowski   |
| 1          | Bartłomiej Mordyl    |
| 1          | Dušan Petković       |
| 1          | Jakub Popiwczak      |
| 1          | Michał Ruciak        |
| 1          | Mateusz Sacharewicz  |
| 1          | Cezary Sapiński      |
| 1          | Ruben Schott         |
| 1          | Kawika Shoji         |
| 1          | Rafał Sobański       |
| 1          | Artur Szalpuk        |
| 1          | Tonček Štern         |
| 1          | Andreas Takvam       |
| 1          | Andrzej Wrona        |
| 1          | Wojciech Żaliński    |

| Liczba wyróżnień | Zawodnik              |
| ---------------- | --------------------- |
| 7                | Karol Butryn          |
| 6                | Nicolas Szerszeń      |
| 6                | Tonček Štern          |
| 5                | Rafał Faryna          |
| 5                | Jakub Jarosz          |
| 5                | Mateusz Malinowski    |
| 4                | Bartłomiej Bołądź     |
| 4                | Alexandre Ferreira    |
| 4                | Michał Filip          |
| 4                | Marcin Janusz         |
| 4                | Tomasz Kalembka       |
| 4                | Bartłomiej Lipiński   |
| 4                | Mohammad Musawi       |
| 4                | Przemysław Smoliński  |
| 4                | Jakub Ziobrowski      |
| 3                | Grzegorz Bociek       |
| 3                | Nicholas Hoag         |
| 3                | Bartłomiej Lemański   |
| 3                | Nicolas Maréchal      |
| 3                | Miguel Tavares        |
| 3                | Wojciech Żaliński     |
| 2                | Zbigniew Bartman      |
| 2                | Milad Ebadipur        |
| 2                | Bartosz Filipiak      |
| 2                | Jan Firlej            |
| 2                | Paweł Halaba          |
| 2                | Kévin Klinkenberg     |
| 2                | Jakub Kochanowski     |
| 2                | Taichirō Koga         |
| 2                | Dawid Konarski        |
| 2                | Grzegorz Kosok        |
| 2                | Kamil Kwasowski       |
| 2                | Bartosz Kwolek        |
| 2                | Maciej Olenderek      |
| 2                | Grzegorz Pająk        |
| 2                | Alen Pajenk           |
| 2                | Michał Superlak       |
| 2                | Rafał Szymura         |
| 2                | Aleksander Śliwka     |
| 2                | Paweł Woicki          |
| 2                | Miłosz Zniszczoł      |
| 1                | Robbert Andringa      |
| 1                | Rafał Buszek          |
| 1                | Pablo Crer            |
| 1                | Damian Domagała       |
| 1                | Dawid Dryja           |
| 1                | Jan Fornal            |
| 1                | Tomasz Fornal         |
| 1                | Jurij Hładyr          |
| 1                | Szymon Jakubiszak     |
| 1                | Lukas Kampa           |
| 1                | Remigiusz Kapica      |
| 1                | Milan Katić           |
| 1                | Marcin Komenda        |
| 1                | Grzegorz Łomacz       |
| 1                | Bartosz Mariański     |
| 1                | Mateusz Mika          |
| 1                | Michał Ostrowski      |
| 1                | Nikołaj Penczew       |
| 1                | Jakub Peszko          |
| 1                | Dušan Petković        |
| 1                | Michał Potera         |
| 1                | Atanasis Protopsaltis |
| 1                | Gonzalo Quiroga       |
| 1                | Jakub Rohnka          |
| 1                | Brenden Sander        |
| 1                | Tyler Sanders         |
| 1                | Damian Schulz         |
| 1                | Kamil Semeniuk        |
| 1                | Dawid Siwczyk         |
| 1                | Rafał Sobański        |
| 1                | David Sossenheimer    |
| 1                | Michał Szalacha       |
| 1                | Artur Udrys           |
| 1                | Jakub Urbanowicz      |
| 1                | Graham Vigrass        |
| 1                | Łukasz Wiśniewski     |
| 1                | Dawid Woch            |
| 1                | Michał Żurek          |

Uwaga: W meczach BKS Visła Bydgoszcz – Jastrzębski Węgiel (1. kolejka) oraz Trefl Gdańsk – Cuprum Lubin (19. kolejka) żaden zawodnik nie został wyróżniony.
Źródło:

## Prawa transmisyjne
Wyłączne prawa transmisyjne do rozgrywek posiadała Telewizja Polsat. Mecze transmitowane były na kanałach: Polsat Sport, Polsat Sport Extra oraz Polsat Sport News. W przypadku kolejek weekendowych pokazywane były wszystkie bądź prawie wszystkie mecze danej kolejki, natomiast w przypadku kolejek rozgrywanych w tygodniu zazwyczaj miały miejsce transmisje dwóch spotkań w środę – o 17:30 i 20:30 oraz wybranych meczów w innych dniach.
Na kanale Polsat Sport początkowo w czwartki o różnych godzinach, a od 29 grudnia 2019 roku – w niedziele nadawany był także magazyn podsumowujący każdą kolejkę PlusLigi – #7strefa.
W sezonie 2019/2020 spośród 168 rozegranych spotkań na kanałach sportowych Polsatu pokazano 147 meczów.
| Kolejka | Liczba transmitowanych meczów | Liczba transmitowanych meczów | Liczba transmitowanych meczów | Liczba transmitowanych meczów |
| Kolejka | Polsat Sport                  | Polsat Sport Extra            | Polsat Sport News             | Razem                         |
| ------- | ----------------------------- | ----------------------------- | ----------------------------- | ----------------------------- |
| 1       | 5                             | 1                             | —                             | 6                             |
| 2       | —                             | 2                             | —                             | 2                             |
| 3       | 5                             | 1                             | 1                             | 7                             |
| 4       | 5                             | 2                             | —                             | 7                             |
| 5       | 4                             | 1                             | 2                             | 7                             |
| 6       | 5                             | 2                             | —                             | 7                             |
| 7       | 3                             | —                             | —                             | 3                             |
| 8       | 5                             | 2                             | —                             | 7                             |
| 9       | 6                             | 1                             | —                             | 7                             |
| 10      | 5                             | 2                             | —                             | 7                             |
| 11      | 4                             | 3                             | —                             | 7                             |
| 12      | 5                             | 1                             | —                             | 6                             |
| 13      | 5                             | —                             | —                             | 5                             |
| 14      | 5                             | 1                             | —                             | 6                             |
| 15      | 4                             | 2                             | —                             | 6                             |
| 16      | 3                             | —                             | —                             | 3                             |
| 17      | 7                             | —                             | —                             | 7                             |
| 18      | 7                             | —                             | —                             | 7                             |
| 19      | 7                             | —                             | —                             | 7                             |
| 20      | 7                             | —                             | —                             | 7                             |
| 21      | 5                             | —                             | —                             | 5                             |
| 22      | 7                             | —                             | —                             | 7                             |
| 23      | 6                             | —                             | —                             | 6                             |
| 24      | 7                             | —                             | —                             | 7                             |
| 25      | 1                             | —                             | —                             | 1                             |
| 26      | —                             | —                             | —                             | —                             |
| Razem   | 123                           | 21                            | 3                             | 147                           |

## Transfery
| Grupa Azoty ZAKSA Kędzierzyn-Koźle | Grupa Azoty ZAKSA Kędzierzyn-Koźle | Grupa Azoty ZAKSA Kędzierzyn-Koźle |
| Przychodzą | Odchodzą |                                    |
| --- | --- | ---------------------------------- |
| - Korneliusz Banach (ZAKSA Strzelce Opolskie) - Árpád Baróti (Narbonne Volley) - Filip Grygiel (SMS PZPS Spała) - Piotr Łukasik (Onico Warszawa) - Simone Parodi (Top Volley Latina) - Krzysztof Rejno (Aluron Virtu Warta Zawiercie) - Kamil Semeniuk (Aluron Virtu Warta Zawiercie) - Adam Smolarczyk (AZS AGH Kraków) - David Smith (Asseco Resovia Rzeszów) - Sebastian Warda (Indykpol AZS Olsztyn) | - Mateusz Bieniek (Cucine Lube Civitanova) - Sam Deroo (Dinamo Moskwa) - Tomasz Kalembka (BKS Visła Bydgoszcz) - Brandon Koppers (Tourcoing LM) - Mateusz Sacharewicz (Cuprum Lubin) - James Shaw (Narbonne Volley) - Kamil Szymura (BKS Visła Bydgoszcz) - Rafał Szymura (GKS Katowice) - Grzegorz Wójtowicz (ZAKSA Strzelce Opolskie) |                                    |

| Verva Warszawa Orlen Paliwa | Verva Warszawa Orlen Paliwa | Verva Warszawa Orlen Paliwa |
| Przychodzą | Odchodzą |                             |
| --- | --- | --------------------------- |
| - Igor Grobelny (Cuprum Lubin) - Michał Kozłowski (Trefl Gdańsk) - Jan Król (SPS Chrobry Głogów) - Patryk Niemiec (Trefl Gdańsk) - Piotr Nowakowski (Trefl Gdańsk) - Kévin Tillie (Azimut Leo Shoes Modena) - Artur Udrys (Fakieł Nowy Urengoj) | - Konrad Buczek (MKS Będzin) - Mateusz Janikowski (Trefl Gdańsk) - Bartosz Kurek (Vero Volley Monza) - Piotr Łukasik (Grupa Azoty ZAKSA Kędzierzyn-Koźle) - Maciej Muzaj (Gazprom-Jugra Surgut) - Jan Nowakowski (GKS Katowice) - Nikołaj Penczew (Aluron Virtu CMC Zawiercie) - Sharone Vernon-Evans (Consar Rawenna) - Graham Vigrass (Jastrzębski Węgiel) |                             |
| W trakcie sezonu | |                             |
| - Jan Kopyść (KS Metro Warszawa) | |                             |

| Jastrzębski Węgiel | Jastrzębski Węgiel | Jastrzębski Węgiel |
| Przychodzą | Odchodzą |                    |
| --- | --- | ------------------ |
| - Dominik Depowski (GKS Katowice) - Tomasz Fornal (Cerrad Czarni Radom) - Jurij Hładyr (Emma Villas Siena) - Raphael Margarido (Chemik Bydgoszcz) - Graham Vigrass (Onico Warszawa) | - Patryk Czyrniański (VBC Waremme) - Wojciech Ferens (Aluron Virtu Warta Zawiercie) - Dawid Gunia (MKS Będzin) - Grzegorz Kosok (Asseco Resovia Rzeszów) - Jakub Turski (Delta Volley Porto Viro) - Nikodem Wolański (Volley Schönenwerd) |                    |
| W trakcie sezonu | |                    |
| - Arturo Iglesias (Mulos de Juncos) | - Raphael Margarido (zakończenie kariery) |                    |

| Aluron Virtu CMC Zawiercie | Aluron Virtu CMC Zawiercie | Aluron Virtu CMC Zawiercie |
| Przychodzą | Odchodzą |                            |
| --- | --- | -------------------------- |
| - Patryk Czarnowski (PGE Skra Bełchatów) - Wojciech Ferens (Jastrzębski Węgiel) - Nikołaj Penczew (Onico Warszawa) - Pieter Verhees (Consar Rawenna) | - Olieg Achrem (bez klubu) - Krzysztof Rejno (Grupa Azoty ZAKSA Kędzierzyn-Koźle) - Kamil Semeniuk (Grupa Azoty ZAKSA Kędzierzyn-Koźle) - Michał Żuk (BBTS Bielsko-Biała) |                            |
| W trakcie sezonu | |                            |
| - Piotr Lipiński (BKS Visła Bydgoszcz) | - Michal Masný (BKS Visła Bydgoszcz) |                            |

| Cerrad Enea Czarni Radom | Cerrad Enea Czarni Radom | Cerrad Enea Czarni Radom |
| Przychodzą | Odchodzą |                          |
| --- | --- | ------------------------ |
| - Damian Boruch (Cuprum Lubin) - Karol Butryn (GKS Katowice) - Bartosz Firszt (BBTS Bielsko-Biała) - Bartłomiej Grzechnik (MKS Będzin) - Michał Kędzierski (Globo Banca Popolare del Frusinate Sora) - Mateusz Masłowski (Asseco Resovia Rzeszów) - Atanasis Protopsaltis (VfB Friedrichshafen) - Wojciech Włodarczyk (BCC Castellana Grotte) | - Tomasz Fornal (Jastrzębski Węgiel) - Reto Giger (Saaremaa VK) - Norbert Huber (PGE Skra Bełchatów) - Kamil Kwasowski (GKS Katowice) - Jakub Rybicki (Lindemans Aalst) - Kacper Wasilewski (KKS Mickiewicz Kluczbork) - Wojciech Żaliński (Indykpol AZS Olsztyn) - Maksim Żygałow (Dinamo Moskwa) |                          |
| W trakcie sezonu | |                          |
| - Brenden Sander (Cucine Lube Civitanova) - Łukasz Zugaj (KPS Siedlce) | - Michał Filip (BKS Visła Bydgoszcz) |                          |

| PGE Skra Bełchatów                                                                               | PGE Skra Bełchatów | PGE Skra Bełchatów |
| Przychodzą                                                                                       | Odchodzą |                    |
| ------------------------------------------------------------------------------------------------ | --- | ------------------ |
| - Norbert Huber (Cerrad Czarni Radom) - Dušan Petković (Globo Banca Popolare del Frusinate Sora) | - Patryk Czarnowski (Aluron Virtu CMC Zawiercie) - David Fiel Rodriguez (Tourcoing LM) - Renee Teppan (Stade Poitevin Poitiers) - Hubert Węgrzyn (Chrobry Głogów) |                    |

| Asseco Resovia Rzeszów | Asseco Resovia Rzeszów | Asseco Resovia Rzeszów |
| Przychodzą | Odchodzą |                        |
| --- | --- | ---------------------- |
| - Zbigniew Bartman (UPCN San Juan Vóley) - Nicholas Hoag (Sir Safety Conad Perugia) - Marcin Komenda (GKS Katowice) - Grzegorz Kosok (Jastrzębski Węgiel) - Bartłomiej Krulicki (GKS Katowice) - Nicolas Maréchal (Jenisiej Krasnojarsk) - Bartosz Mariański (GKS Katowice) - Tomas Rousseaux (GKS Katowice) | - Maciej Czyrek (AZS AGH Kraków) - Dawid Dryja (MKS Będzin) - Kamil Drzazga (GKS Katowice) - Jakub Jarosz (GKS Katowice) - Łukasz Kozub (Trefl Gdańsk) - Mateusz Masłowski (Cerrad Enea Czarni Radom) - Mateusz Mika (Indykpol AZS Olsztyn) - Mikołaj Olejnik (AZS AGH Kraków) - Łukasz Perłowski (Extrans Sędziszów) - Thibault Rossard (Fenerbahçe HDI Sigorta) - David Smith (Grupa Azoty ZAKSA Kędzierzyn-Koźle) - Nicolas Szerszen (Ślepsk Malow Suwałki) |                        |
| W trakcie sezonu | |                        |
| - Olieg Achrem (bez klubu) - Tomasz Kalembka (BKS Visła Bydgoszcz) | - Marcin Możdżonek (zakończenie kariery) |                        |

| GKS Katowice | GKS Katowice | GKS Katowice |
| Przychodzą | Odchodzą |              |
| --- | --- | ------------ |
| - Adrian Buchowski (MKS Będzin) - Kamil Drzazga (AKS Rzeszów / Asseco Resovia Rzeszów) - Jan Firlej (Lindemans Aalst) - Szymon Gregorowicz (MKS Będzin) - Jakub Jarosz (Asseco Resovia Rzeszów) - Kamil Kwasowski (Cerrad Czarni Radom) - Wiktor Musiał (Lechia Tomaszów Mazowiecki) - Jan Nowakowski (Onico Warszawa) - Jakub Szymański (Buskowianka Kielce) - Rafał Szymura (ZAKSA Kędzierzyn-Koźle) - Dustin Watten (Berlin Recycling Volleys) - Miłosz Zniszczoł (Indykpol AZS Olsztyn) | - Karol Butryn (Cerrad Enea Czarni Radom) - Dominik Depowski (Jastrzębski Węgiel) - Marcin Komenda (Asseco Resovia Rzeszów) - Bartłomiej Krulicki (Asseco Resovia Rzeszów) - Bartosz Krzysiek (Stal Nysa) - Bartosz Mariański (Asseco Resovia Rzeszów) - Dawid Ogórek (Lechia Tomaszów Mazowiecki) - Gonzalo Quiroga (BKS Visła Bydgoszcz) - Tomas Rousseaux (Asseco Resovia Rzeszów) - Wojciech Sobala (Narbonne Volley) - Rafał Sobański (MKS Będzin) - Dawid Woch (BKS Visła Bydgoszcz) |              |

| Trefl Gdańsk | Trefl Gdańsk | Trefl Gdańsk |
| Przychodzą | Odchodzą |              |
| --- | --- | ------------ |
| - Pablo Crer (Bolívar Voley) - Bartosz Filipiak (Chemik Bydgoszcz) - Paweł Halaba (Hypo Tirol Alpenvolleys Haching) - Mateusz Janikowski (Onico Warszawa) - Łukasz Kozub (Asseco Resovia Rzeszów) - Karol Urbanowicz (Trefl Gdańsk – juniorzy) - Bartosz Weber (Trefl Gdańsk – juniorzy) | - Miłosz Hebda (Calcit Kamnik) - Michał Kozłowski (Projekt Warszawa) - Nikola Mijailović (Rennes Volley 35) - Patryk Niemiec (Projekt Warszawa) - Piotr Nowakowski (Projekt Warszawa) |              |

| Indykpol AZS Olsztyn | Indykpol AZS Olsztyn | Indykpol AZS Olsztyn |
| Przychodzą | Odchodzą |                      |
| --- | --- | -------------------- |
| - Remigiusz Kapica (SMS PZPS Spała) - Tomasz Kowalski (MKS Będzin) - Michał Kozłowski (AZS UWM Olsztyn – juniorzy) - Mateusz Mika (Asseco Resovia Rzeszów) - Mohammad Musawi (Szahrdari Urmia) - Wojciech Żaliński (Cerrad Czarni Radom) | - Radosław Gil (BKS Visła Bydgoszcz) - Mateusz Kańczok (Lechia Tomaszów Mazowiecki) - Serhij Kapełuś (BBTS Bielsko-Biała) - Marcel Lux (VK ČEZ Karlovarsko) - Jakub Urbanowicz (BKS Visła Bydgoszcz) - Sebastian Warda (Grupa Azoty ZAKSA Kędzierzyn-Koźle) - Marcin Wika (bez klubu) - Miłosz Zniszczoł (GKS Katowice) |                      |

| Cuprum Lubin | Cuprum Lubin | Cuprum Lubin |
| Przychodzą | Odchodzą |              |
| --- | --- | ------------ |
| - Damian Domagała (Tonno Callipo Vibo Valentia) - Robinson Dvoranen (Minas Tênis Clube) - Bartłomiej Lipiński (Chemik Bydgoszcz) - Maksim Marozau (Chemik Bydgoszcz) - Kamil Maruszczyk (Gwardia Wrocław) - Mateusz Sacharewicz (ZAKSA Kędzierzyn-Koźle) - Miguel Tavares (Rennes Volley 35) | - Damian Boruch (Cerrad Enea Czarni Radom) - Igor Grobelny (Projekt Warszawa) - Mariusz Marcyniak (VK Ostrava) - Adrian Patucha (szuka klubu) - Luke Smith (United Volleys Frankfurt) - Kert Toobal (Bigbank Tartu) - Jakub Wachnik (Cambrai VB) - Masahiro Yanagida (United Volleys Frankfurt) |              |

| BKS Visła Bydgoszcz | BKS Visła Bydgoszcz | BKS Visła Bydgoszcz |
| Przychodzą | Odchodzą |                     |
| --- | --- | ------------------- |
| - Tomasz Bonisławski (Lechia Tomaszów Mazowiecki) - Janusz Gałązka (KPS Siedlce) - Radosław Gil (Indykpol AZS Olsztyn) - Tomasz Kalembka (ZAKSA Kędzierzyn-Koźle) - Piotr Lipiński (Krispol Września) - Jakub Peszko (MKS Będzin) - Gonzalo Quiroga (GKS Katowice) - Kamil Szymura (ZAKSA Kędzierzyn-Koźle) - Tonček Štern (Al-Arabi Ad-Dauha) - Jakub Urbanowicz (Indykpol AZS Olsztyn) - Dawid Woch (GKS Katowice) | - Patryk Akala (Lechia Tomaszów Mazowiecki) - Kacper Bobrowski (Chrobry Głogów) - Bartosz Filipiak (Trefl Gdańsk) - Marcin Karakuła (KPS Siedlce) - Nikola Kovačević (Al-Hilal VC) - Adam Kowalski (Berlin Recycling Volleys) - Jan Lesiuk (Chrobry Głogów) - Bartłomiej Lipiński (Cuprum Lubin) - Raphael Margarido (Jastrzębski Węgiel) - Maksim Marozau (Cuprum Lubin) - Piotr Sieńko (High Quality Volley) - Mateusz Siwicki (Norwid Częstochowa) - Mateusz Witek (AZS AGH Kraków) |                     |
| W trakcie sezonu | |                     |
| - Michal Masný (Aluron Virtu CMC Zawiercie) - Michał Filip (Cerrad Enea Czarni Radom) - Dawid Siwczyk (Union Raiffeisen Waldviertel) | - Tonček Štern (Halkbank Ankara) - Piotr Lipiński (Aluron Virtu CMC Zawiercie) - Tomasz Kalembka (Asseco Resovia Rzeszów) |                     |

| MKS Będzin | MKS Będzin | MKS Będzin |
| Przychodzą | Odchodzą |            |
| --- | --- | ---------- |
| - Konrad Buczek (Onico Warszawa) - Dawid Dryja (Asseco Resovia Rzeszów) - Purija Fajjazi (Matin Waramin VC) - Dawid Gunia (Jastrzębski Węgiel) - Piotr Macheta (Tauron AZS Częstochowa) - Tyler Sanders (bez klubu) - Bartosz Schmidt (MCKiS Jaworzno) - Rafał Sobański (GKS Katowice) - David Sossenheimer (VfB Friedrichshafen) - Michał Superlak (Gwardia Wrocław) | - Adrian Buchowski (GKS Katowice) - Szymon Gregorowicz (GKS Katowice) - Bartłomiej Grzechnik (Cerrad Enea Czarni Radom) - Mateusz Kowalski (szuka klubu) - Tomasz Kowalski (Indykpol AZS Olsztyn) - Jake Langlois (bez klubu) - Jakub Peszko (BKS Visła Bydgoszcz) - Lukáš Ticháček (VK ČEZ Karlovarsko) |            |
| W trakcie sezonu | |            |
| - Grzegorz Pająk (Dinamo Moskwa) | - Tyler Sanders (bez klubu) - Purija Fajjazi (Szahrdari Urmia) |            |

| Ślepsk Malow Suwałki | Ślepsk Malow Suwałki | Ślepsk Malow Suwałki |
| Przychodzą | Odchodzą |                      |
| --- | --- | -------------------- |
| - Bartłomiej Bołądź (VfB Friedrichshafen) - Kévin Klinkenberg (Fenerbahçe HDI Sigorta) - Adrian Stańczak (bez klubu) - Nicolas Szerszen (Asseco Resovia Rzeszów) - Andreas Takvam (VfB Friedrichshafen) - Joshua Tuaniga (Long Beach State University) | - Jewgienij Kapajew (Łokomotyw Charków) - Jakub Krupiński (KPS Siedlce) - Mateusz Laskowski (KPS Siedlce) - Jakub Macyra (AZS AGH Kraków) - Jan Tomczak (Krispol Września) - Wojciech Winnik (zakończenie kariery) |                      |

## Składy drużyn
| Aluron Virtu Warta Zawiercie | Aluron Virtu Warta Zawiercie         | Aluron Virtu Warta Zawiercie | Aluron Virtu Warta Zawiercie | Aluron Virtu Warta Zawiercie |
| Nr                           | Imię i nazwisko                      | Data ur.                     | Wzrost                       | Pozycja                      |
| ---------------------------- | ------------------------------------ | ---------------------------- | ---------------------------- | ---------------------------- |
| 1                            | Marcin Waliński                      | 24.10.1990                   | 196                          | przyjmujący                  |
| 2                            | Arshdeep Dosanjh                     | 30.07.1996                   | 205                          | rozgrywający                 |
| 3                            | Łukasz Swodczyk                      | 01.06.1990                   | 196                          | środkowy                     |
| 5                            | Piotr Lipiński (od 29.01.2020)       | 04.01.1979                   | 195                          | rozgrywający                 |
| 6                            | Mateusz Malinowski                   | 06.05.1992                   | 197                          | atakujący                    |
| 8                            | Alexandre Ferreira                   | 13.11.1991                   | 203                          | przyjmujący                  |
| 9                            | Krzysztof Andrzejewski               | 26.01.1983                   | 180                          | libero                       |
| 10                           | Bartosz Gawryszewski                 | 22.08.1985                   | 202                          | środkowy                     |
| 11                           | Marcin Kania                         | 14.02.1996                   | 203                          | środkowy                     |
| 12                           | Grzegorz Bociek                      | 06.06.1991                   | 207                          | atakujący                    |
| 17                           | Pieter Verhees                       | 08.12.1989                   | 205                          | środkowy                     |
| 19                           | Taichirō Koga                        | 04.10.1989                   | 170                          | libero                       |
| 22                           | Nikołaj Penczew                      | 22.05.1992                   | 196                          | przyjmujący                  |
| 55                           | Wojciech Ferens                      | 05.04.1991                   | 194                          | przyjmujący                  |
| 99                           | Patryk Czarnowski                    | 01.11.1985                   | 202                          | środkowy                     |
| Odeszli w trakcie sezonu     |                                      |                              |                              |                              |
| 77                           | Michal Masný (do 27.01.2020)         | 14.08.1979                   | 182                          | rozgrywający                 |
| Trenerzy                     |                                      |                              |                              |                              |
|                              | Dominik Kwapisiewicz (od 14.02.2020) | Trener                       | Trener                       | Trener                       |
|                              | Mark Lebedew (do 14.02.2020)         | Trener                       | Trener                       | Trener                       |
|                              | Dominik Kwapisiewicz (do 14.02.2020) | Asystent trenera             | Asystent trenera             | Asystent trenera             |

| Asseco Resovia Rzeszów   | Asseco Resovia Rzeszów           | Asseco Resovia Rzeszów | Asseco Resovia Rzeszów | Asseco Resovia Rzeszów |
| Nr                       | Imię i nazwisko                  | Data ur.               | Wzrost                 | Pozycja                |
| ------------------------ | -------------------------------- | ---------------------- | ---------------------- | ---------------------- |
| 1                        | Bartłomiej Krulicki              | 15.09.1993             | 205                    | środkowy               |
| 2                        | Grzegorz Kosok                   | 02.03.1986             | 206                    | środkowy               |
| 3                        | Bartłomiej Lemański              | 19.03.1996             | 217                    | środkowy               |
| 4                        | Luke Perry                       | 20.11.1995             | 180                    | libero                 |
| 5                        | Marcin Komenda                   | 24.05.1996             | 198                    | rozgrywający           |
| 6                        | Tomas Rousseaux                  | 31.03.1994             | 198                    | przyjmujący            |
| 7                        | Kawika Shoji                     | 11.11.1987             | 190                    | rozgrywający           |
| 8                        | Nicholas Hoag                    | 19.08.1992             | 200                    | przyjmujący            |
| 9                        | Zbigniew Bartman                 | 04.05.1987             | 198                    | atakujący              |
| 12                       | Tomasz Kalembka (od 31.01.2020)  | 30.06.1991             | 205                    | środkowy               |
| 13                       | Olieg Achrem (od 13.01.2020)     | 12.03.1983             | 195                    | przyjmujący            |
| 14                       | Rafał Buszek                     | 28.04.1987             | 196                    | przyjmujący            |
| 16                       | Nicolas Maréchal                 | 04.03.1987             | 198                    | przyjmujący            |
| 20                       | Michał Kowal                     | 19.06.2001             | 186                    | przyjmujący            |
| 21                       | Patryk Giża                      | 16.10.2001             | 201                    | środkowy               |
| 22                       | Sebastian Kwiatkowski            | 11.05.2001             | 197                    | atakujący              |
| 23                       | Bartosz Mariański                | 26.05.1992             | 187                    | libero                 |
| 24                       | Mateusz Ściurka                  | 12.07.2001             | 182                    | rozgrywający           |
| 77                       | Damian Schulz                    | 26.02.1990             | 208                    | atakujący              |
| Odeszli w trakcie sezonu |                                  |                        |                        |                        |
| 17                       | Marcin Możdżonek (do 17.02.2020) | 09.02.1985             | 212                    | środkowy               |
| Trenerzy                 |                                  |                        |                        |                        |
|                          | Emanuele Zanini (od 11.02.2020)  | Trener                 | Trener                 | Trener                 |
|                          | Piotr Gruszka (do 30.01.2020)    | Trener                 | Trener                 | Trener                 |
|                          | Wojciech Serafin                 | Asystent trenera       | Asystent trenera       | Asystent trenera       |

| BKS Visła Bydgoszcz      | BKS Visła Bydgoszcz                   | BKS Visła Bydgoszcz | BKS Visła Bydgoszcz | BKS Visła Bydgoszcz   |
| Nr                       | Imię i nazwisko                       | Data ur.            | Wzrost              | Pozycja               |
| ------------------------ | ------------------------------------- | ------------------- | ------------------- | --------------------- |
| 1                        | Janusz Gałązka                        | 26.04.1987          | 199                 | środkowy              |
| 2                        | Dawid Woch                            | 16.05.1997          | 198                 | środkowy              |
| 7                        | Paweł Gryc                            | 09.01.1996          | 208                 | przyjmujący/atakujący |
| 9                        | Gonzalo Quiroga                       | 25.02.1993          | 193                 | przyjmujący           |
| 10                       | Radosław Gil                          | 25.01.1997          | 191                 | rozgrywający          |
| 11                       | Jakub Urbanowicz                      | 14.08.1993          | 203                 | przyjmujący           |
| 13                       | Dawid Siwczyk (od 30.01.2020)         | 13.06.1993          | 196                 | środkowy              |
| 14                       | Jakub Peszko                          | 01.04.1992          | 193                 | przyjmujący           |
| 18                       | Tomasz Bonisławski                    | 22.01.1991          | 188                 | libero                |
| 19                       | Paweł Cieślik                         | 18.03.2000          | 197                 | atakujący             |
| 20                       | Kamil Szymura                         | 29.01.1999          | 185                 | libero                |
| 77                       | Michal Masný (od 28.01.2020)          | 14.08.1979          | 182                 | rozgrywający          |
| 94                       | Michał Filip (od 30.01.2020)          | 31.08.1994          | 195                 | atakujący             |
| Odeszli w trakcie sezonu |                                       |                     |                     |                       |
| 4                        | Tonček Štern (do 30.01.2020)          | 14.11.1995          | 198                 | atakujący             |
| 5                        | Piotr Lipiński (do 27.01.2020)        | 04.01.1979          | 195                 | rozgrywający          |
| 8                        | Tomasz Kalembka (do 30.01.2020)       | 30.06.1991          | 205                 | środkowy              |
| Trenerzy                 |                                       |                     |                     |                       |
|                          | Marcin Ogonowski (od 28.02.2020)      | Trener              | Trener              | Trener                |
|                          | Przemysław Michalczyk (do 28.02.2020) | Trener              | Trener              | Trener                |
|                          | Marcin Ogonowski (do 28.02.2020)      | Asystent trenera    | Asystent trenera    | Asystent trenera      |

| Cerrad Enea Czarni Radom | Cerrad Enea Czarni Radom       | Cerrad Enea Czarni Radom | Cerrad Enea Czarni Radom | Cerrad Enea Czarni Radom |
| Nr                       | Imię i nazwisko                | Data ur.                 | Wzrost                   | Pozycja                  |
| ------------------------ | ------------------------------ | ------------------------ | ------------------------ | ------------------------ |
| 1                        | Alen Pajenk                    | 23.04.1986               | 203                      | środkowy                 |
| 2                        | Michał Ostrowski               | 29.03.1990               | 203                      | środkowy                 |
| 3                        | Michał Kędzierski              | 09.08.1994               | 194                      | rozgrywający             |
| 4                        | Bartłomiej Grzechnik           | 08.03.1993               | 200                      | środkowy                 |
| 6                        | Damian Boruch                  | 14.12.1989               | 209                      | środkowy                 |
| 7                        | Atanasis Protopsaltis          | 12.09.1993               | 186                      | przyjmujący              |
| 9                        | Dejan Vinčić                   | 15.09.1986               | 202                      | rozgrywający             |
| 11                       | Michał Ruciak                  | 22.08.1983               | 190                      | libero                   |
| 13                       | Mateusz Masłowski              | 13.06.1997               | 185                      | libero                   |
| 15                       | Brenden Sander (od 22.11.2019) | 22.12.1995               | 193                      | przyjmujący              |
| 17                       | Bartosz Firszt                 | 19.03.1999               | 198                      | przyjmujący              |
| 20                       | Wojciech Włodarczyk            | 28.10.1990               | 200                      | przyjmujący              |
| 21                       | Karol Butryn                   | 18.06.1993               | 193                      | atakujący                |
| 27                       | Łukasz Zugaj (od 30.01.2020)   | 27.01.1993               | 192                      | atakujący                |
| Odeszli w trakcie sezonu |                                |                          |                          |                          |
| 10                       | Michał Filip (do 30.01.2020)   | 31.08.1994               | 195                      | atakujący                |
| Trenerzy                 |                                |                          |                          |                          |
|                          | Robert Prygiel                 | Trener                   | Trener                   | Trener                   |
|                          | Dmitrij Skoryj                 | Asystent trenera         | Asystent trenera         | Asystent trenera         |

| Cuprum Lubin | Cuprum Lubin         | Cuprum Lubin     | Cuprum Lubin     | Cuprum Lubin     |
| Nr           | Imię i nazwisko      | Data ur.         | Wzrost           | Pozycja          |
| ------------ | -------------------- | ---------------- | ---------------- | ---------------- |
| 1            | Bartłomiej Lipiński  | 16.11.1996       | 201              | przyjmujący      |
| 2            | Kamil Maruszczyk     | 13.01.1993       | 191              | przyjmujący      |
| 6            | Bartłomiej Zawalski  | 13.02.1999       | 204              | środkowy         |
| 7            | Maciej Gorzkiewicz   | 16.02.1984       | 192              | rozgrywający     |
| 9            | Jakub Ziobrowski     | 23.01.1997       | 202              | atakujący        |
| 10           | Robinson Dvoranen    | 23.12.1983       | 201              | przyjmujący      |
| 11           | Filip Biegun         | 21.05.1996       | 200              | przyjmujący      |
| 12           | Przemysław Smoliński | 27.11.1992       | 201              | środkowy         |
| 13           | Jędrzej Gruszczyński | 13.11.1997       | 186              | libero           |
| 15           | Miguel Tavares       | 02.03.1993       | 191              | rozgrywający     |
| 16           | Bartosz Makoś        | 01.08.1998       | 175              | libero           |
| 17           | Mateusz Sacharewicz  | 23.10.1989       | 198              | środkowy         |
| 18           | Damian Domagała      | 23.04.1998       | 200              | atakujący        |
| 20           | Maksim Marozau       | 29.05.1989       | 206              | środkowy         |
| Trenerzy     |                      |                  |                  |                  |
|              | Marcelo Fronckowiak  | Trener           | Trener           | Trener           |
|              | Rainer Vassiljev     | Asystent trenera | Asystent trenera | Asystent trenera |

| GKS Katowice | GKS Katowice        | GKS Katowice     | GKS Katowice     | GKS Katowice     |
| Nr           | Imię i nazwisko     | Data ur.         | Wzrost           | Pozycja          |
| ------------ | ------------------- | ---------------- | ---------------- | ---------------- |
| 1            | Jan Nowakowski      | 17.05.1994       | 202              | środkowy         |
| 2            | Jakub Szymański     | 25.03.1998       | 200              | przyjmujący      |
| 3            | Wiktor Musiał       | 30.03.1993       | 194              | atakujący        |
| 5            | Miłosz Zniszczoł    | 02.07.1986       | 200              | środkowy         |
| 6            | Jan Firlej          | 26.09.1996       | 188              | rozgrywający     |
| 7            | Jakub Jarosz        | 10.02.1987       | 197              | atakujący        |
| 10           | Maciej Fijałek      | 07.08.1982       | 186              | rozgrywający     |
| 11           | Adrian Buchowski    | 30.09.1991       | 194              | przyjmujący      |
| 12           | Emanuel Kohút       | 21.07.1982       | 206              | środkowy         |
| 13           | Rafał Szymura       | 29.08.1995       | 196              | przyjmujący      |
| 14           | Kamil Drzazga       | 11.09.2000       | 212              | środkowy         |
| 15           | Kamil Kwasowski     | 13.09.1990       | 199              | przyjmujący      |
| 17           | Szymon Gregorowicz  | 07.03.1994       | 183              | libero           |
| 21           | Dustin Watten       | 27.10.1986       | 183              | libero           |
| Trenerzy     |                     |                  |                  |                  |
|              | Dariusz Daszkiewicz | Trener           | Trener           | Trener           |
|              | Grzegorz Słaby      | Asystent trenera | Asystent trenera | Asystent trenera |

| Grupa Azoty ZAKSA Kędzierzyn-Koźle | Grupa Azoty ZAKSA Kędzierzyn-Koźle | Grupa Azoty ZAKSA Kędzierzyn-Koźle | Grupa Azoty ZAKSA Kędzierzyn-Koźle | Grupa Azoty ZAKSA Kędzierzyn-Koźle |
| Nr                                 | Imię i nazwisko                    | Data ur.                           | Wzrost                             | Pozycja                            |
| ---------------------------------- | ---------------------------------- | ---------------------------------- | ---------------------------------- | ---------------------------------- |
| 1                                  | Paweł Zatorski                     | 21.06.1990                         | 184                                | libero                             |
| 2                                  | Łukasz Kaczmarek                   | 29.06.1994                         | 204                                | atakujący                          |
| 3                                  | Simone Parodi                      | 16.06.1986                         | 195                                | przyjmujący                        |
| 4                                  | Przemysław Stępień                 | 07.02.1994                         | 185                                | rozgrywający                       |
| 5                                  | Łukasz Walawender                  | 19.07.1996                         | 189                                | rozgrywający                       |
| 6                                  | Benjamin Toniutti                  | 30.10.1989                         | 183                                | rozgrywający                       |
| 7                                  | Piotr Łukasik                      | 11.07.1994                         | 208                                | przyjmujący                        |
| 8                                  | Sławomir Jungiewicz                | 21.06.1989                         | 195                                | atakujący                          |
| 9                                  | Łukasz Wiśniewski                  | 03.02.1989                         | 198                                | środkowy                           |
| 11                                 | Aleksander Śliwka                  | 24.05.1995                         | 196                                | przyjmujący                        |
| 12                                 | Sebastian Warda                    | 18.01.1989                         | 205                                | środkowy                           |
| 13                                 | Kamil Semeniuk                     | 16.07.1996                         | 194                                | przyjmujący                        |
| 14                                 | Árpád Baróti                       | 23.10.1991                         | 206                                | atakujący                          |
| 15                                 | David Smith                        | 15.05.1985                         | 201                                | środkowy                           |
| 16                                 | Krzysztof Rejno                    | 22.02.1993                         | 203                                | środkowy                           |
| 18                                 | Adam Smolarczyk                    | 12.05.1994                         | 204                                | przyjmujący                        |
| 19                                 | Filip Grygiel                      | 03.02.2000                         | 199                                | atakujący                          |
| 21                                 | Daniel Szaniawski                  | 20.08.1992                         | 200                                | środkowy                           |
| 33                                 | Maciej Walczak                     | 30.11.1998                         | 196                                | atakujący                          |
| 71                                 | Korneliusz Banach                  | 25.01.1994                         | 180                                | libero                             |
| 88                                 | Damian Pilichowski                 | 23.04.1991                         | 183                                | libero                             |
| Trenerzy                           |                                    |                                    |                                    |                                    |
|                                    | Nikola Grbić                       | Trener                             | Trener                             | Trener                             |
|                                    | Michał Chadała                     | Asystent trenera                   | Asystent trenera                   | Asystent trenera                   |

| Indykpol AZS Olsztyn | Indykpol AZS Olsztyn              | Indykpol AZS Olsztyn | Indykpol AZS Olsztyn | Indykpol AZS Olsztyn |
| Nr                   | Imię i nazwisko                   | Data ur.             | Wzrost               | Pozycja              |
| -------------------- | --------------------------------- | -------------------- | -------------------- | -------------------- |
| 1                    | Tomasz Kowalski                   | 12.06.1991           | 192                  | rozgrywający         |
| 2                    | Jan Hadrava                       | 03.06.1991           | 199                  | atakujący            |
| 3                    | Michał Żurek                      | 03.06.1988           | 182                  | libero               |
| 6                    | Robbert Andringa                  | 28.04.1990           | 192                  | przyjmujący          |
| 9                    | Paweł Pietraszko                  | 05.10.1990           | 201                  | środkowy             |
| 10                   | Remigiusz Kapica                  | 28.09.2000           | 200                  | atakujący            |
| 12                   | Paweł Woicki                      | 29.06.1983           | 183                  | rozgrywający         |
| 14                   | Michał Kozłowski                  | 14.04.2001           | 203                  | środkowy             |
| 15                   | Mateusz Mika                      | 21.01.1991           | 207                  | przyjmujący          |
| 16                   | Mateusz Poręba                    | 24.08.1999           | 202                  | środkowy             |
| 17                   | Jakub Zabłocki                    | 10.04.1995           | 189                  | libero               |
| 18                   | Dawid Sokołowski                  | 06.10.2000           | 192                  | przyjmujący          |
| 21                   | Wojciech Żaliński                 | 08.01.1988           | 195                  | przyjmujący          |
| 66                   | Mohammad Musawi                   | 22.08.1987           | 203                  | środkowy             |
| Trenerzy             |                                   |                      |                      |                      |
|                      | Daniel Castellani (od 29.01.2020) | Trener               | Trener               | Trener               |
|                      | Paolo Montagnani (do 23.01.2020)  | Trener               | Trener               | Trener               |
|                      | Marcin Mierzejewski               | Asystent trenera     | Asystent trenera     | Asystent trenera     |

| Jastrzębski Węgiel       | Jastrzębski Węgiel                | Jastrzębski Węgiel | Jastrzębski Węgiel | Jastrzębski Węgiel |
| Nr                       | Imię i nazwisko                   | Data ur.           | Wzrost             | Pozycja            |
| ------------------------ | --------------------------------- | ------------------ | ------------------ | ------------------ |
| 1                        | Christian Fromm                   | 16.08.1990         | 204                | przyjmujący        |
| 3                        | Jakub Popiwczak                   | 17.04.1996         | 180                | libero             |
| 4                        | Arturo Iglesias (od 18.12.2019)   | 22.11.1995         | 183                | rozgrywający       |
| 5                        | Jakub Bucki                       | 13.08.1988         | 197                | atakujący          |
| 6                        | Dawid Konarski                    | 31.08.1989         | 198                | atakujący          |
| 7                        | Paweł Rusek                       | 21.01.1983         | 183                | libero             |
| 8                        | Julien Lyneel                     | 15.04.1990         | 192                | przyjmujący        |
| 9                        | Graham Vigrass                    | 17.06.1989         | 205                | środkowy           |
| 10                       | Lukas Kampa                       | 29.11.1986         | 195                | rozgrywający       |
| 11                       | Dominik Depowski                  | 27.10.1995         | 203                | przyjmujący        |
| 13                       | Jurij Hładyr                      | 08.07.1984         | 202                | środkowy           |
| 14                       | Dawid Gruszczyński                | 02.05.2001         | 186                | rozgrywający       |
| 15                       | Michał Szalacha                   | 15.01.1994         | 202                | środkowy           |
| 16                       | Piotr Hain                        | 26.02.1991         | 207                | środkowy           |
| 18                       | Jakub Janicki                     | 10.08.2001         | 183                | libero             |
| 21                       | Tomasz Fornal                     | 31.08.1997         | 200                | przyjmujący        |
| 27                       | Patryk Cichosz                    | 05.01.2001         | 210                | środkowy           |
| Odeszli w trakcie sezonu |                                   |                    |                    |                    |
| 2                        | Raphael Margarido (do 18.12.2019) | 28.04.1983         | 184                | rozgrywający       |
| Trenerzy                 |                                   |                    |                    |                    |
|                          | Slobodan Kovač (od 01.12.2019)    | Trener             | Trener             | Trener             |
|                          | Roberto Santilli (do 19.11.2019)  | Trener             | Trener             | Trener             |
|                          | Leszek Dejewski                   | Asystent trenera   | Asystent trenera   | Asystent trenera   |

| MKS Będzin               | MKS Będzin                     | MKS Będzin       | MKS Będzin       | MKS Będzin       |
| Nr                       | Imię i nazwisko                | Data ur.         | Wzrost           | Pozycja          |
| ------------------------ | ------------------------------ | ---------------- | ---------------- | ---------------- |
| 2                        | Dawid Gunia                    | 01.01.1987       | 203              | środkowy         |
| 3                        | Konrad Buczek                  | 17.02.1994       | 190              | rozgrywający     |
| 4                        | Wiktor Haduch                  | 02.01.2001       | 178              | libero           |
| 5                        | Artur Ratajczak                | 18.09.1990       | 206              | środkowy         |
| 6                        | Dawid Dryja                    | 21.07.1992       | 201              | środkowy         |
| 9                        | Grzegorz Pająk (od 26.11.2019) | 01.01.1987       | 196              | rozgrywający     |
| 10                       | Rafał Sobański                 | 10.08.1991       | 195              | przyjmujący      |
| 11                       | Michał Superlak                | 16.11.1993       | 206              | atakujący        |
| 12                       | Jan Fornal                     | 14.01.1995       | 191              | przyjmujący      |
| 13                       | Michał Potera                  | 06.03.1988       | 183              | libero           |
| 14                       | Bartosz Schmidt                | 03.06.1991       | 200              | środkowy         |
| 16                       | Rafał Faryna                   | 28.09.1994       | 200              | atakujący        |
| 18                       | Filip Wieczorek                | 05.02.2001       | 192              | przyjmujący      |
| 20                       | Piotr Macheta                  | 12.10.1998       | 180              | libero           |
| 21                       | Maksymilian Semeniuk           | 21.05.2002       | 201              | przyjmujący      |
| 22                       | Michał Prokopiuk               | 09.03.2002       | 201              | środkowy         |
| 23                       | Jakub Wierciński               | 23.02.2001       | 195              | rozgrywający     |
| 77                       | David Sossenheimer             | 21.06.1996       | 193              | przyjmujący      |
| Odeszli w trakcie sezonu |                                |                  |                  |                  |
| 1                        | Tyler Sanders (do 23.11.2019)  | 14.12.1991       | 191              | rozgrywający     |
| 7                        | Purija Fajjazi (do 10.12.2019) | 12.01.1993       | 194              | przyjmujący      |
| Trenerzy                 |                                |                  |                  |                  |
|                          | Jakub Bednaruk                 | Trener           | Trener           | Trener           |
|                          | Emil Siewiorek                 | Asystent trenera | Asystent trenera | Asystent trenera |

| PGE Skra Bełchatów | PGE Skra Bełchatów     | PGE Skra Bełchatów | PGE Skra Bełchatów | PGE Skra Bełchatów |
| Nr                 | Imię i nazwisko        | Data ur.           | Wzrost             | Pozycja            |
| ------------------ | ---------------------- | ------------------ | ------------------ | ------------------ |
| 1                  | Kamil Droszyński       | 28.01.1997         | 190                | rozgrywający       |
| 2                  | Mariusz Wlazły         | 04.08.1983         | 194                | atakujący          |
| 6                  | Karol Kłos             | 08.08.1989         | 201                | środkowy           |
| 7                  | Jakub Kochanowski      | 17.07.1997         | 199                | środkowy           |
| 8                  | Milan Katić            | 22.10.1993         | 202                | przyjmujący        |
| 11                 | Milad Ebadipur         | 17.10.1993         | 196                | przyjmujący        |
| 12                 | Artur Szalpuk          | 20.03.1995         | 201                | przyjmujący        |
| 15                 | Grzegorz Łomacz        | 01.10.1987         | 187                | rozgrywający       |
| 16                 | Kacper Piechocki       | 17.12.1995         | 184                | libero             |
| 17                 | Piotr Orczyk           | 19.03.1993         | 198                | przyjmujący        |
| 18                 | Robert Milczarek       | 28.11.1983         | 188                | libero             |
| 21                 | Dušan Petković         | 27.01.1992         | 200                | atakujący          |
| 22                 | Dawid Filipek          | 21.02.2001         | 190                | rozgrywający       |
| 23                 | Aleksander Antosiewicz | 13.02.2001         | 205                | środkowy           |
| 99                 | Norbert Huber          | 14.08.1998         | 207                | środkowy           |
| Trenerzy           |                        |                    |                    |                    |
|                    | Michał Mieszko Gogol   | Trener             | Trener             | Trener             |
|                    | Radosław Kolanek       | Asystent trenera   | Asystent trenera   | Asystent trenera   |

| Ślepsk Malow Suwałki | Ślepsk Malow Suwałki | Ślepsk Malow Suwałki | Ślepsk Malow Suwałki | Ślepsk Malow Suwałki |
| Nr                   | Imię i nazwisko      | Data ur.             | Wzrost               | Pozycja              |
| -------------------- | -------------------- | -------------------- | -------------------- | -------------------- |
| 2                    | Patryk Szwaradzki    | 27.06.1995           | 194                  | atakujący            |
| 4                    | Wojciech Siek        | 10.05.1994           | 205                  | środkowy             |
| 7                    | Kamil Skrzypkowski   | 30.09.1986           | 193                  | przyjmujący          |
| 8                    | Kévin Klinkenberg    | 04.10.1990           | 198                  | przyjmujący          |
| 9                    | Nicolas Szerszeń     | 31.12.1996           | 195                  | przyjmujący          |
| 10                   | Bartłomiej Bołądź    | 28.09.1994           | 203                  | atakujący            |
| 11                   | Andreas Takvam       | 04.06.1993           | 201                  | środkowy             |
| 12                   | Łukasz Rudzewicz     | 25.01.1985           | 198                  | środkowy             |
| 13                   | Jakub Rohnka         | 10.03.1992           | 194                  | przyjmujący          |
| 14                   | Cezary Sapiński      | 28.09.1994           | 203                  | środkowy             |
| 16                   | Paweł Filipowicz     | 07.05.1992           | 189                  | libero               |
| 18                   | Kacper Gonciarz      | 31.08.1992           | 191                  | rozgrywający         |
| 82                   | Adrian Stańczak      | 17.02.1987           | 183                  | libero               |
| 91                   | Joshua Tuaniga       | 18.03.1997           | 191                  | rozgrywający         |
| Trenerzy             |                      |                      |                      |                      |
|                      | Andrzej Kowal        | Trener               | Trener               | Trener               |
|                      | Mateusz Mielnik      | Asystent trenera     | Asystent trenera     | Asystent trenera     |

| Trefl Gdańsk | Trefl Gdańsk       | Trefl Gdańsk     | Trefl Gdańsk     | Trefl Gdańsk     |
| Nr           | Imię i nazwisko    | Data ur.         | Wzrost           | Pozycja          |
| ------------ | ------------------ | ---------------- | ---------------- | ---------------- |
| 1            | Bartosz Filipiak   | 27.02.1994       | 197              | atakujący        |
| 4            | Łukasz Kozub       | 03.11.1997       | 186              | rozgrywający     |
| 5            | Marcin Janusz      | 31.07.1994       | 195              | rozgrywający     |
| 6            | Szymon Jakubiszak  | 13.02.1998       | 208              | przyjmujący      |
| 9            | Kewin Sasak        | 20.02.1997       | 208              | atakujący        |
| 10           | Bartosz Weber      | 14.03.2001       | 189              | libero           |
| 11           | Mateusz Janikowski | 05.05.1999       | 200              | przyjmujący      |
| 12           | Karol Urbanowicz   | 24.02.2001       | 200              | środkowy         |
| 13           | Ruben Schott       | 08.07.1994       | 192              | przyjmujący      |
| 14           | Maciej Olenderek   | 16.10.1992       | 178              | libero           |
| 15           | Paweł Halaba       | 14.12.1995       | 195              | przyjmujący      |
| 16           | Fabian Majcherski  | 28.03.1997       | 175              | libero           |
| 17           | Bartłomiej Mordyl  | 31.01.1995       | 201              | środkowy         |
| 18           | Pablo Crer         | 12.06.1989       | 205              | środkowy         |
| 20           | Wojciech Grzyb     | 04.01.1981       | 206              | środkowy         |
| Trenerzy     |                    |                  |                  |                  |
|              | Michał Winiarski   | Trener           | Trener           | Trener           |
|              | Roberto Rotari     | Asystent trenera | Asystent trenera | Asystent trenera |

| Verva Warszawa Orlen Paliwa | Verva Warszawa Orlen Paliwa | Verva Warszawa Orlen Paliwa | Verva Warszawa Orlen Paliwa | Verva Warszawa Orlen Paliwa |
| Nr                          | Imię i nazwisko             | Data ur.                    | Wzrost                      | Pozycja                     |
| --------------------------- | --------------------------- | --------------------------- | --------------------------- | --------------------------- |
| 1                           | Jakub Kowalczyk             | 26.06.1986                  | 200                         | środkowy                    |
| 2                           | Bartosz Kwolek              | 17.07.1997                  | 193                         | przyjmujący                 |
| 4                           | Jan Król                    | 23.08.1989                  | 198                         | atakujący                   |
| 6                           | Antoine Brizard             | 22.05.1994                  | 194                         | rozgrywający                |
| 8                           | Andrzej Wrona               | 27.12.1988                  | 206                         | środkowy                    |
| 9                           | Patryk Niemiec              | 18.02.1997                  | 202                         | środkowy                    |
| 11                          | Piotr Nowakowski            | 18.12.1987                  | 205                         | środkowy                    |
| 12                          | Jan Kopyść (od 04.11.2019)  | 02.12.1999                  | 195                         | przyjmujący                 |
| 13                          | Igor Grobelny               | 08.06.1993                  | 194                         | przyjmujący                 |
| 14                          | Dominik Jaglarski           | 20.06.1997                  | 187                         | libero                      |
| 18                          | Damian Wojtaszek            | 07.09.1988                  | 180                         | libero                      |
| 22                          | Kévin Tillie                | 02.11.1990                  | 200                         | przyjmujący                 |
| 23                          | Artur Udrys                 | 18.10.1990                  | 212                         | atakujący                   |
| 85                          | Michał Kozłowski            | 16.02.1985                  | 191                         | rozgrywający                |
| Trenerzy                    |                             |                             |                             |                             |
|                             | Andrea Anastasi             | Trener                      | Trener                      | Trener                      |
|                             | Karol Rędzioch              | Asystent trenera            | Asystent trenera            | Asystent trenera            |